# ロート製薬の製品
本稿では日本の製薬会社、ロート製薬の製品（ロートせいやくのせいひん）について記述する。現在は製造・発売されていないものについては、「販売終了品」の節に記述している。

## 目薬・アイケア
当社は一般用目薬を主力製品の一つとしており、2023年12月時点で54品目（2サイズが発売されている「新V・ロート」を1品目とする、販売店限定品は除く）が発売されている。
一般用目薬で培ってきたそのノウハウを生かし、1995年11月にはコンタクトレンズのケア用品ブランド「ロートCキューブ」を立ち上げ、レンズケア市場へ進出。1997年6月には「ロートジーフラッシュ（現在のロートフラッシュ）」の発売で、洗眼薬市場にも進出。そして、1999年7月に「ロートi.Q.（ロートアイキュー）」を発売し、コンタクトレンズ市場へ本格進出した。これらにより、目薬を数多く扱うだけでなく、洗眼薬・コンタクトレンズ・レンズケア用品を含めたアイケア製品をトータルで扱うメーカーでもある。
なお、コンタクトレンズ関連の製品（目薬・レンズケア用品）を扱うロートCキューブ、清涼系目薬のロートジー、花粉対策目薬と洗眼薬を扱うアルガードはそれぞれの詳細記事を参照のこと。

### 目薬
括弧内は2007年以降より自社で定めた清涼感レベルを示し、数字が大きいほど強烈な清涼感がある。(1)〜(5)の5段階が設けられており、清涼感がない目薬の場合は(1)の下に追加する形で(なし)が設けられる（以前発売されていた「ロートナノアイ」においては清涼感レベルが(7)だったため、7段階で表記されていた）。なお、2013年に入り、「ロートCキューブ」シリーズの一部（Cキューブm・Cキューブクール・Cキューブアイスクール）と「ロートジー」シリーズはリニューアルや仕様変更に伴い、最高レベルが(8)まで表記された8段階表示（従来は5段階表示だった「ロートCキューブ」シリーズの一部は清涼感がないことを示す(0)も加えた9段階表示）となった。
- Vロートプレミアムシリーズ - 元々は当社の目薬のブランドの一つである「V・ロート」の派生製品として発売されたもので、「Vロートアクティブプレミアム」の発売により「Vロートプレミアム」シリーズとして独立シリーズ化されている。なお、目薬容器のキャップには「V」の刻印がされている。2022年3月に全製品が一斉リニューアルされ、パッケージデザインを変更するとともに、環境配慮の観点から従来添付されていたプラスチック製の携帯袋を廃止（レス化）した。
  - Vロートプレミアム【第2類医薬品】 - 2016年10月発売。(4)
  - Vロートアクティブプレミアム【第2類医薬品】 - 2017年9月発売。当社の目薬では久々となるビタミンA（レチノールパルミチン酸エステル）配合の製品である。(2)
  - Vロートドライアイプレミアム【第3類医薬品】 - 2019年2月発売。ドライアイ（目の乾き）に対応した製品（ポビドン+2種のミネラル配合）。(1)
  - Vロートコンタクトプレミアム【第3類医薬品】 - 2020年9月発売。コンタクト用（ビタミンA(レチノールパルミチン酸エステル)を含む6種の有効成分を配合）。裸眼にも使用可能(4)。
- ロートデジアイシリーズ - パソコンやスマートフォンのブルーライトなどによる疲れ目や炎症に対応した目薬のシリーズ。元々単独ブランドで発売されていたが、2020年7月にコンタクト用の追加発売によりシリーズ化された。
  - ロートデジアイ【第2類医薬品】 - 2014年7月発売。24年にわたって発売されていた「ロートPRO」の後継製品で、有効成分や配合濃度は「ロートPRO」と同一だが、容器がツイストキャップのスクエア容器となり、「フリーアングルノズル」を採用。黄色の液色で、有効成分の一つであるフラビンアデニンジヌクレオチドナトリウム（活性型ビタミンB2）によるものである。外箱は発売当初、本品のために書き下ろされた初音ミクとのコラボレーションパッケージとなっていたが、2019年7月にパッケージデザインが変更された。(2)
  - ロートデジアイコンタクト【第3類医薬品】 - 2020年7月発売。ソフトコンタクトレンズ対応目薬で初めて硫酸亜鉛水和物を配合するとともに、コンドロイチン硫酸エステルナトリウム、2種類のビタミンなどを配合された透明な液色のコンタクト用。(4)
- V・ロート(Vロート)シリーズ - 当社ホームページによると「V・ロート」のVのコンセプトはVitamin（ビタミン）、Vivid（生き生きとした）、Victory（勝利）の様々な意味合いを込めている。また、疲れ目や充血などにこの1本で対応可能であるとともに、新たな有効成分を配合することにしていた。また「V・ロート」シリーズには目薬のキャップが金色（金冠キャップ）に統一されている（ただし、以前発売されていた「V・ロート」と「V・ロートクール」は白のキャップを採用し、キャップ下部の色で製品を区別していた）。「新V・ロート」の発売以降、当社の代表的な目薬としての役割を担ったブランドでもある。また、現在は別の製品名で発売されている「ロートこどもソフト」や「ロートクール40α」もかつては「V・ロート」のシリーズ品として発売されていた。2008年に「ロートV11」を、2013年には「ロートV7洗眼薬」を発売した。そして、初代「V・ロート」の発売から50周年を迎えた2014年に「ロートVアクティブ」を発売した。2024年秋には単独ブランドとして発売されていた「ロートゴールド40」シリーズを「Vロート」シリーズへ順次移行・統合され、「Vロートゴールド40」シリーズへ改名された。海外展開も盛んで、「新V・ロート」は中国・モンゴル・韓国・台湾・ミャンマー・ラオス・カンボジア・ベトナム・香港とアジアを中心とした9つの国と地域でそれぞれの現地に合わせた仕様で販売されており、香港では「V・ロート」も発売されている。
  - 新V・ロート【第2類医薬品】 - 1979年4月発売。グリチルリチン酸二カリウムを配合。その後、1991年4月に「新V・ロートプラス」にリニューアルされた時にパンテノールを追加、2001年6月に「新V・ロートEX」にリニューアルされた時にコンドロイチン硫酸エステルナトリウムを追加した。2011年6月に仕様変更を行い、「ロート新緑水」・「ロート養潤水α」で初採用された「フリーアングルノズル」とワンタッチ式スクリューキャップを採用。2012年6月にビタミンB6を増量（0.05% → 0.1%）して眼科用薬となり、約21年ぶりに製品名を発売当初の「新V・ロート」に戻した（2代目「新V・ロート」のパッケージデザインは以前の「新V・ロートEX」のパッケージを踏襲している）。2002年2月には既存の13ml入りに加え、OTC医薬品の目薬では初となる20ml入りの「新V・ロートEX 大容量」が発売された。「新V・ロート」にリニューアルも継続されており、OTC医薬品における目薬では数少ない、2つの容量をラインナップしている[1]。(3)
  - Vロートゴールド40【第3類医薬品】 - 2011年6月に「ロートゴールド40」として発売。中高年向けの目薬では初めてとなる大容量の20mlとし、「フリーアングルノズル」とワンタッチ式スクリューキャップが採用されている。なお、本製品は以前発売されていた「ロートV40タウ」の後継製品で、配合されている有効成分や配合濃度は同一である。後述の「ロートゴールド40マイルド」の発売に合わせ、2014年10月にパッケージリニューアルした。(4)
  - Vロートゴールド40マイルド【第3類医薬品】 - 2014年10月に「ロートゴールド40マイルド」として発売されたマイルド（しみない）タイプ。(0)
  - Vロートゴールド40爽快MAX【第3類医薬品】 - 2023年7月に「ロートゴールド40クールEX」として発売された超冷感クールタイプ。「Vロートゴールド40」シリーズへの移行時に販売名が変更となった(8)
  - Vロートゴールド40コンタクト【第3類医薬品】 - 2022年9月に「ロートゴールド40コンタクト」として発売。「Vロートゴールド40」をベースに、ビタミン類や抗ヒスタミン成分の濃度を減らし（酢酸d-α-トコフェロール(天然型ビタミンE):0.05%→0.03%、ビタミンB6:0.1%→0.05%、クロルフェニラミンマレイン酸塩:0.03%→0.02%）、L-アスパラギン酸カリウムを省く代わりにコンドロイチン流酸エステルナトリウムを配合し、カラーコンタクトレンズを除くコンタクトレンズ装用中でも点眼可能としたもの。(4)
  - Vロートゴールド40コンタクトマイルド【第3類医薬品】 - 2022年9月に「ロートゴールド40コンタクトマイルド」として発売。「Vロートゴールド40マイルド」をベースに、ビタミン類や抗ヒスタミン成分の濃度を減らし（酢酸d-α-トコフェロール(天然型ビタミンE):0.05%→0.03%、ビタミンB6:0.1%→0.05%、クロルフェニラミンマレイン酸塩:0.03%→0.02%）、L-アスパラギン酸カリウムを省く代わりにコンドロイチン流酸エステルナトリウムを配合し、カラーコンタクトレンズを除くコンタクトレンズ装用中でも点眼可能としたもの。(0)
  - Vロートジュニア【第3類医薬品】 - 2016年10月発売。以前発売されていた「ロートジュニアール」の後継製品で、有効成分と配合濃度、添加物は「ロートジュニアール」と同一だが、容器を変更し、それに伴ってキャップをツイストキャップからワンタッチ式スクリューキャップに変更。内容量が増量（8ml → 13ml）され、使用年齢を15歳未満に限定した「こども専用眼科用薬」となった。また、「ロートジュニアール」で実施されていたアニメとタイアップした目薬ケースも付かなくなった。なお、「Vロート」ブランドのこども用目薬は「こどもVロート」以来となる。(0)
- ロートリセシリーズ - 元々は「ロートジー」のシリーズ製品として1994年に発売された「ロートジーリセ」が起源で、2002年4月に「ロートリセ」にリニューアルした時にシリーズを独立した。「ロートジーリセ」の発売から20年を迎えた2014年6月に全製品リニューアルされた（「ロートリセ洗眼薬」は洗眼薬の節を参照）。また、2022年秋には「ロートリセb」と「ロートリセコンタクトw」において、使用上の注意などの説明書きを箱の内側に記載することで添付文書を無くした新パッケージとなった。
  - ロートリセb【第2類医薬品】 - 充血除去用の製品。発売当初は「ロートジーリセ」で、2002年4月に「ロートリセ」に、2006年2月に「ロートリセa」と改良を重ねてきた。2014年6月のリニューアルでは塩酸テトラヒドロゾリンの配合濃度を一般用眼科用薬製造承認基準の最大濃度である0.05%に増量（従来の「ロートリセa」は0.04%）され、ビタミンB6を省く代わりに、角膜保護成分のコンドロイチン硫酸エステルナトリウムを新たに配合し、販売名も「ロートリセb」に改名された。2016年6月にパッケージリニューアル。(3)
  - ロートリセコンタクトw【第3類医薬品】 - 2006年2月発売。ティーン向けでは初のコンタクトレンズ用目薬。当初は「ロートリセコンタクトa」として発売していたが、2014年6月のリニューアルではヒドロキシエチルセルロースをヒプロメロースに差し替え、ブドウ糖を配合。また、これまでコンタクトレンズ用目薬では使用不可だったカラーコンタクトレンズ装用時にも使用可能な設計となり、「ロートリセコンタクトb」に改名。2016年6月にコンタクトレンズ装用液の機能を加えてリニューアルし、再改名した。(1)
  - ロートリセグロウ【第3類医薬品】 - 2024年3月発売。裸眼・コンタクトレンズ兼用。薄型・スリムな角形でノズルを細くした新型容器を採用している。(1)
- なみだロートシリーズ - 2024年に「解眼新書」シリーズから約11年ぶりに独立し、単独ブランドで発売されていた「ロート ドライエイド」シリーズを「なみだロート」のシリーズ品へ移行・統合された。
  - 新なみだロート ドライアイ【第3類医薬品】 - 元々は「なみだロート」のシリーズ品（「なみだロート（1973年3月発売）」→「ロートハイなみだ（1982年4月発売、コンドロイチン硫酸ナトリウム、アミノエチルスルホン酸配合による処方改良により改称）」→「なみだロート（2代目・1984年6月発売）」→「なみだロートL（1988年5月発売）」→「なみだロート ドライアイ（1992年3月発売）」）だったが、2002年の「解眼新書」シリーズの立ち上げとともに同シリーズへ移行した。涙の濃度や浸透圧などを自然の涙にできる限り近づけている処方のため、パッケージや製品名の変更はあるものの、中身は「ロートハイなみだ」時代を含め、30年以上ほとんど処方が変えられていなかった。現在のCI対応パッケージへ変更された際にコンドロイチン硫酸エステルナトリウムを0.5%に引き上げた。2008年10月のパッケージリニューアルに伴って「ドライアイ（目の乾き）」対策シリーズへ移行されていた。2013年12月に「なみだロートドライアイ」を全面刷新。「ロートハイなみだ」以来約31年ぶりとなる大幅な処方改良が行われ、アミノエチルスルホン酸とリン酸水素ナトリウムを省き、塩化ナトリウムの配合濃度を下げる（0.68%→0.4%）代わりに、硫酸マグネシウム水和物とヒプロメロースを配合。さらに、添加物に製品の安定剤としてゴマ油が配合され、容器はワンタッチ式スクリューキャップと「フリーアングルノズル」が導入された。2024年夏に使用上の注意などの説明書きを箱の内側に記載することで添付文書を無くし、デザインを刷新した新パッケージとなった。(1)
  - なみだロートファイブ【第3類医薬品】 - 2024年10月発売。有効成分は塩化カリウムと塩化ナトリウムのみ、添加物もホウ酸とpH調整剤のみとした人口涙液型点眼薬（カラーコンタクトレンズ装用時でも使用可能）。防腐剤（ベンザルコニウム塩化物・パラベン）無配合で開封後14日を過ぎると使用不可ととなるため、ロート製薬の目薬内で最小容量となる4ml×5本入の包装とし、「新なみだロート ドライアイ」同様に使用上の注意などの説明書きを箱の裏面や表面に記載することで添付文書を省いている。(0)
  - なみだロートドライエイド【第3類医薬品】 - 超・高粘度の涙液型。防腐剤（ベンザルコニウム塩化物、パラベン）無添加。2013年12月に「ロートドライエイドEX（2008年10月発売）」を改良して「新ロート ドライエイドEX」へ販売名を変更。塩化カリウムの配合濃度を下げ（0.08%→0.02%）、添加物の変更を行う処方改良が行われるとともに、内容量を7mlから10mlに増量。さらに「フリーアングルノズル」が採用された。2024年秋に「なみだロート」のシリーズ品への移行に伴って販売名が変わり、使用上の注意などの説明書きを箱の内側に記載することで添付文書を無くし、デザインを刷新した新パッケージとなった。(2)
  - なみだロートドライエイドコンタクト【第3類医薬品】 - 「なみだロートドライエイド」に比べて添加物の種類を少なくすることでソフトコンタクトレンズを含むすべてのコンタクトレンズの装用したままでの点眼が可能なコンタクト用。元々は解眼新書シリーズの「ロートドライエイドα」だったが、2008年10月に「ロートドライエイドコンタクト」となり、2013年12月に「ロートドライエイドコンタクトa」となった。塩化カリウムの配合濃度を下げ（0.08%→0.02%）、製品の粘調剤としてヒアルロン酸Naを配合する処方変更を行うとともに、内容量を7mlから10mlに増量。さらに「フリーアングルノズル」が採用された。2024年秋に「なみだロート」のシリーズ品への移行に伴って販売名が変わり、使用上の注意などの説明書きを箱の内側に記載することで添付文書を無くし、デザインを刷新した新パッケージとなった。(2)
- 解眼新書シリーズ - 18世紀に日本の医学の振興のを目指して翻訳された「解体新書」の開拓思想をもとに、現代人の目の疾患をあらゆる方向から見つめななおし、長年のノウハウと最新技術を駆使した機能特化型目薬シリーズ。このうち「なみだロートドライアイ」と「ロートドライエイド」は2008年10月にアイテム追加とリニューアルを行い、「ドライアイ（目の乾き）対策」シリーズに移行していたが、2013年12月の再リニューアルに伴い、アイテム追加された製品とともに「解眼新書」シリーズへ再統合された。
  - なみだロートドライアイコンタクトa【第3類医薬品】 - コンタクトレンズを装用したまま点眼が可能なコンタクト用。2013年12月に従来の「なみだロートドライアイ・コンタクト（2008年10月発売）」を全面改良し、ブドウ糖・塩化カリウム・塩化ナトリウムの配合バランスを見直す（ブドウ糖:0.09%→0.03%、塩化カリウム:0.07%→0.028%、塩化ナトリウム:0.3%→0.35%）とともに、ヒドロキシエチルセルロース（HEC）をヒプロメロースに差し替え、炭酸水素ナトリウムを新たに配合。また、製品の粘調剤としてヒアルロン酸Naも配合され、容器はワンタッチ式スクリューキャップと「フリーアングルノズル」が採用された。(0)
  - ロート養潤水α【第3類医薬品】 - 1997年に発売された「新・ロート養潤水」を前身としており、2003年7月にヒアルロン酸ナトリウムを追加配合したことによる処方改良を行い、製品名を「ロート養潤水」に変更。2011年3月にコンドロイチン硫酸エステルナトリウムとタウリンが増量され、後述する「ロート新緑水」と同様に、ワンタッチ式スクリューキャップと「フリーアングルノズル」を採用して「ロート養潤水α」としてリニューアルされ、2018年7月にパッケージデザインを変更するリニューアルが行われた。(2)
  - ロート新緑水b【第3類医薬品】 - 2011年3月に「ロート新緑水」として発売。本品の液色は薄緑色だが、これは、2種類の生薬由来成分（ベルベリン塩化物水和物、アズレンスルホン酸ナトリウム水和物）が混ざり合った色である。防腐剤（ベンザルコニウム塩化物、パラベン）無添加。2018年7月にベルベリンを従来の硫酸塩水和物から塩化物水和物に差し替えて配合濃度が増量（0.0058% → 0.012%）され、キャップを銀色の円柱からクリアグリーンの楕円柱に変更するリニューアルが行われ、製品名が変更された。(2)
  - ロートアイストレッチ【第2類医薬品】 - 2002年4月発売。解眼新書シリーズでの最初の製品。後述の「ロートアイストレッチコンタクト」発売に伴って2011年7月に仕様変更が行われ、新たに「フリーアングルノズル」を採用した。(3)
  - ロートアイストレッチコンタクト【第3類医薬品】 - 2011年7月発売。ソフトコンタクトレンズ対応目薬では初めてとなるネオスチグミンメチル硫酸塩を配合した製品。「フリーアングルノズル」採用。防腐剤（ベンザルコニウム塩化物、パラベン）無添加。(3)
- 40系
  - ロートビタ40α【第3類医薬品】 - 初登場時は「ロートビタチャージ40」として発売。2004年6月に全面リニューアルにより「ロートビタ40」に。2005年11月に清涼感を抑え（4 → 3）、防腐剤（ベンザルコニウム塩化物・パラベン）無添加処方となった。2008年6月にパッケージをリニューアル。2012年6月に仕様変更を行い、新たに「フリーアングルノズル」を採用した。(3)
  - ロートクール40α【第3類医薬品】 - 初登場時は「V・ロートクール40」として発売。その後、2004年6月に全面リニューアルし、「ロートクール40」に。2006年にJANコード変更品を発売し、「ロートビタ40α」と同じ価格になった。一旦販売を終了していたが、2008年6月にコンドロイチン硫酸ナトリウムを配合した新処方にリニューアル。「ロートビタ40α」同様、2012年6月に仕様変更を行い、新たに「フリーアングルノズル」を採用。2021年2月に従来、添加物として配合されていたベンザルコニウム塩化物が省かれ、防腐剤（ベンザルコニウム塩化物・パラベン）無添加処方となった。2022年11月に仕様変更され、使用上の注意などの説明書きを箱の内側に記載することで添付文書を無くした新パッケージとなった。(5)
- ロート抗菌目薬
  - EX【第2類医薬品】 - ものもらい（麦粒腫）・結膜炎用の当社製の抗菌目薬は1973年3月に発売された「サルファロート」に始まり、その後、「ロートSD点眼薬（1981年6月発売）」→「ロート抗菌新目薬（スルファメトキザゾールナトリウム配合、1990年3月発売）」→「ロート抗菌目薬G（抗炎症成分グリチルリチン酸二カリウムの配合に伴い製品名変更）」と改良を重ねてきており、2004年5月に粘度を「ロート抗菌目薬G」の2倍に向上し、天然型ビタミンE（酢酸d-α-トコフェロール）を配合してリニューアルされ、現在の製品名となった。現CIに変更後、初の新製品でもある。2012年6月に仕様変更を行い、ワンタッチ式スクリューキャップと「フリーアングルノズル」を採用した新容器となった。2021年2月に用法・用量が改訂され、使用年齢が従来の4ヶ月以上から1歳以上に引き上げられ、パッケージにも「1歳以上」が記載された。2023年秋にパッケージデザインが変更され、「解眼新書」のロゴ表記が廃止された。なお、NID（日本ドラッグチェーン会）向け仕様では、従来からシリーズ名称である「解眼新書」の記載がなく、容器ラベルのデザインも異なる。(0)
  - i【第2類医薬品】 - 2007年4月発売。サルファ剤（スルファメトキサゾールナトリウム）に2種類の抗炎症成分（グリチルリチン酸二カリウム+イプシロン-アミノカプロン酸）が配合された処方で、1回1本使いきりとすることで防腐剤（ベンザルコニウム塩化物、パラベン）無添加としている。「ロート抗菌目薬EX」同様、2023年秋にパッケージデザインが変更され、「解眼新書」のロゴ表記が廃止された。(0)
  - ロートクリニカル抗菌目薬i【第2類医薬品】 - 2021年11月発売。既存の「ロート抗菌目薬i」の処方をベースに、グリチルリチン酸ジカリウムの配合濃度を増やし（0.15% → 0.25%）、かゆみ抑制成分のクロルフェニラミンマレイン酸塩を追加配合したもの。また、清涼化剤のl-メントールも追加配合し、清涼感も付加している。2023年8月にパッケージデザインがリニューアルされ、メーカー希望小売価格が値下げ（本体価格 1,500円→1,280円）された。（1）
- その他のブランド
  - ロートメメ モイスチャーティアセラム【第3類医薬品】 - 2024年11月発売。(2)
  - ロートVアクティブ【第3類医薬品】 - 2014年4月発売。初代「V・ロート」の発売から50周年を記念して発売された製品。(2)
  - ロートV11【第2類医薬品】 - 2008年5月発売。11種類の有効成分を配合した「眼科用薬」。本製品も2011年6月に仕様変更を行い、ワンタッチ式スクリューキャップと「フリーアングルノズル」を採用した新容器となった。また、後述の「ロートV11マイルド」の発売に伴い、2014年10月にパッケージリニューアルした。(4)
  - ロートソフトワン点眼液【第3類医薬品】 - 2014年11月発売。人工涙液型目薬。防腐剤（ベンザルコニウム塩化物、パラベン）・清涼化剤無添加設計の1週間使いきりタイプ（開封後10日を過ぎた場合は使用不可）のため、5ml×4本入りの包装としており、不正改ざん防止のために当社製目薬全製品に採用している「密封ピロー包装」も1本毎に包装されている。さらに、5mlの小型容器に、ツイストキャップと「フリーアングルノズル」を採用した。(0)
  - ロートこどもソフト【第3類医薬品】 - 1982年4月発売。「小児用ロート目薬（1961年12月発売）」→「小児用新ロート目薬（1962年5月発売）」を経て、「V・ロート」のシリーズ品として、1970年3月に「子どもV・ロート」を発売、後に「ロートこどもソフト（1982年4月発売）」→「新ロートこどもソフト(1996年4月発売）」にリニューアルしたが、2006年4月に10年ぶりとなる全面リニューアルし、ブランド独立時の名称に戻った。今回のリニューアルを行う際、クロルフェニラミンマレイン酸塩を増量してビタミンB6を新たに配合。また、子供向け目薬では初の防腐剤・界面活性剤無添加になった。容器も従来のねじ式容器（「新ロート目薬」と同デザインのもの）から、ツイストキャップを採用したスクエア容器（初代の「ロートZi:リセ」などに使用されていたもの）に変更された。製品にはキャラクターデザインの目薬ケースが同梱されており、これまでに、アニメ番組『Dr.スランプ』『パーマン（第2作）』『オバケのQ太郎（第3作）』『新ビックリマン』『ドラゴンボールシリーズ』『美少女戦士セーラームーン』『クレヨンしんちゃん』『ポケットモンスター』『ONE PIECE』『妖怪ウォッチ』と起用してきた。2019年春に目薬ケースが『ミニオン』デザイン（カール・スチュアート・デイブの3種類）に変更するとともに、外箱も『ミニオン』デザインとなった。(0)
  - ロートクリア【第2類医薬品】 - 2006年1月発売。プラノプロフェン製剤（眼科用薬）。2012年6月に仕様変更を行い、ワンタッチ式スクリューキャップと「フリーアングルノズル」を採用した新容器となった。2021年9月にパッケージデザインを変更してリニューアルされ、外箱のサイズを大きくしてゴールド基調に、ボトルの色が濃いオレンジにそれぞれ変更となり、キャップは金冠からボトル同色となった。また、「解眼新書」のロゴ表記も廃止された。(1)

### 洗眼薬
- リセシリーズ
  - ロートリセ洗眼薬【第3類医薬品】 - 2009年9月発売。2013年10月にアイカップを「ぷにょカップ」から、「イージーカップ（ピンク色）」に仕様変更が行われ、2014年6月に「ロートリセb」・「ロートリセコンタクトb」のリニューアルに併せて、「ロートリセb」と同基調のパッケージデザインにリニューアルした。なお、発売当初から設定されていた80mlは2022年2月に製造終了となり、450mlのみの設定となった。
- ロートフラッシュシリーズ - もともとは「ロートジー」・「Cキューブ」それぞれのシリーズ品として発売されていたが、現行の3代目CIの導入により2004年に「ロートフラッシュ」にブランド統合された。2013年7月にシリーズ全品リニューアル。当社製洗眼薬では唯一従来型を採用していたアイカップが改良され、「イージーカップ」を採用。ボトルには上部中央にくぼみが設けられた。
  - ロートフラッシュ【第3類医薬品】 - 1997年6月に「ロートジーフラッシュ」として発売（当初は270ml入りのみで、日東メディックが製造を行っていた）。翌年の1998年10月には大容量の370mlを追加発売し、2000年4月には大容量の希望小売価格を据え置いたままで50ml増量（370ml→420ml）。後にもう80ml増量して現在の500mlとなっている。
  - ロートフラッシュクール【第3類医薬品】 - 2001年4月に「ロートジーフラッシュクール」として発売。「ロートフラッシュ」の処方をベースに、清涼化剤を約2倍に強化したクールタイプ。
  - ロートビタフラッシュ【第3類医薬品】 - 2000年3月に「ロートCキューブ ビタフラッシュ」として発売。同年12月には内容量を80ml増量（420ml→500ml）するリニューアルを行い、「ロートCキューブ ビタフラッシュa」に改名。2004年の現在の製品名となる。「ロートフラッシュ」からクロルフェニラミンマレイン酸塩を省く代わりに、ビタミンB6、酢酸d-α-トコフェロール（ビタミンE）、タウリンを追加するとともに、コンドロイチン硫酸エステルナトリウムも配合。清涼感も「ロートフラッシュ」に比べて控えめである。
- その他のブランド
  - ロートV7洗眼薬【第3類医薬品】 - 2013年8月発売。

### コンタクトレンズ
- ロートモイストアイ【高度管理医療機器】 - 2014年2月発売。2週間交換型ソフトコンタクトレンズ。パッケージには鳩のイラストが描かれており、水色のパッケージの近視・遠視用「ロートモイストアイ」と緑色のパッケージの乱視用「ロートモイストアイ乱視用」の2タイプがある。（製造販売元：クーパービジョン・ジャパン）
- ロートモイストアイ マルチフォーカル【高度管理医療機器】 - 2017年7月発売。中心を遠用、周辺を近用とした遠近両用タイプの2週間交換型ソフトコンタクトレンズ。パッケージデザインは他の「ロートモイストアイ」シリーズと統一されており、紫色のパッケージとなる。（製造販売元：クーパービジョン・ジャパン）
- ロート1dayフレッシュビュー【高度管理医療機器】 - 2015年10月発売。1日交換（単回使用）ソフトコンタクトレンズ（選任製造販売業者：Pegavision Japan、外国特例承認取得者及び外国製造業者：ペガビジョン コーポレーション(台湾)）。
- ロート1dayフレッシュビュー リッチモイスト【高度管理医療機器】 - 2020年7月発売。保存液にPMPCとPEG（ポリエチレングリコール）の2種類のうるおい成分を配合した1日交換（単回使用）ソフトコンタクトレンズ。本品に限り、片目1ヶ月分の30枚入りに加え、片目3ヶ月分の90枚入りも設定されている（選任製造販売業者：Pegavision Japan、外国特例承認取得者及び外国製造業者：ペガビジョン コーポレーション(台湾)）。

### 取扱店限定品

#### 目薬
- ロートリセリッチプレミアム【第2類医薬品】 - 2018年10月発売。既存の「ロートリセブラン」の処方をベースに、塩酸テトラヒドロゾリン（0.04%→0.05%）、クロルフェニラミンマレイン酸塩（0.01%→0.03%）、ビタミンB6（0.5%→1%）を高配合するとともに、ネオスチグミンメチル硫酸塩を追加配合しているほか、容器は「Vロートプレミアム」シリーズと同じ形状で、キャップの色はピンクとしている。マツモトキヨシホールディングス（現:マツキヨココカラ&カンパニー）との共同企画品で、マツモトキヨシグループ及びココカラファイングループの専売品として発売されている（ココカラファイングループでは2020年秋より販売を開始した）。
- ロートリセリッチプレミアムコンタクト【第3類医薬品】 - 2019年10月発売。既存の「ロートリセリッチプレミアム」の処方をベースに、塩酸テトラヒドロゾリンを省き、クロルフェニラミンマレイン酸塩の配合濃度を減らした（0.03%→0.01%）コンタクトレンズ用眼科用薬（カラーコンタクト装用時は使用不可）。本製品もマツモトキヨシグループ及びココカラファイングループの専売品として発売されている（ココカラファイングループでは2020年秋より販売を開始した）。
- ロートアイウィッシュα、ロートアイカルテα【第2類医薬品】 - 従来販売されていた「ロートアイウィッシュ」・「ロートアイカルテ」の処方をベースに、充血除去成分をナファゾリン塩酸塩から塩酸テトラヒドロゾリンに差し替え、新たに角膜保護成分のコンドロイチン硫酸エステルナトリウムを配合。さらに、「フリーアングルノズル」と「ワンタッチ式スクリューキャップ」を採用した。店舗により名称が異なる2品目が存在する。
- ロートアイウィッシュVプレミアム【第2類医薬品】 - 既存の「ロートアイウィッシュα」の処方をベースに、L-アスパラギン酸カリウムの配合濃度を減らす（1%→0.5%）代わりにクロルフェニラミンマレイン酸塩の配合濃度を増やし（0.01%→0.03%）、イプシロン-アミノカプロン酸、アラントイン、酢酸d-α-トコフェロール、タウリンを加えた処方。なお、「Vロートプレミアム」とは有効成分の数が同じだけで、処方が異なる（「Vロートプレミアム」に配合されている硫酸亜鉛水和物がイプシロン-アミノカプロン酸に置き換わり、アラントインの配合濃度が高くなる(Vロートプレミアム:0.1%、ロートアイウィッシュVプレミアム:0.3%)違いがある）。
- ロートV40a、新ロートV40【第3類医薬品】 - 処方は「ロートV40タウ」と同様である。こちらも店舗により名称が異なる2品目が存在する。なお、「ロートV40a」は2011年9月に、「新ロートV40」も同年10月に「ロートゴールド40」と同一処方にリニューアルし、パッケージ変更、内容量増量（15ml→20ml）、フリーアングルノズル・ワンタッチ式スクリューキャップを導入した。
- 新ロートV40EX【第3類医薬品】 - 従来の「新ロートV40」の処方をベースに、L-アスパラギン酸カリウムの配合濃度を減らす（1%→0.5%）替わりに、コンドロイチン硫酸エステルナトリウムとアラントインを追加配合した製品。
- ロートOA目薬【第2類医薬品】

#### 洗眼薬
- ロートうるおい洗眼薬m【第3類医薬品】 - 「ロートCキューブ アミノモイスト」のWINグループ向け仕様品。本製品も2014年より同梱のアイカップを「ぷにょカップ」から「イージーカップ」に変更した。
- ロートビタうるる洗眼薬W+ / ロートビタすっきり洗眼薬 / ロートうるおい洗眼薬w / ロートビタプラス洗眼薬 / ロートメディフラッシュ洗眼薬【第3類医薬品】 - 「ロートリセ洗眼薬」の処方をベースに、酢酸d-α-トコフェロール（天然型ビタミンE）を省き、内容量を500mlとしたもの。店舗により名称が異なる5品目が存在しており、「ロートビタうるる洗眼薬W+」はハピコム向け製品、「ロートうるおい洗眼薬w」はマツキヨココカラ&カンパニー向け製品（ただし、オリジナルのノンブランド製品として扱われる。「ロートリセリッチプレミアム」シリーズ同様、2020年秋よりココカラファイングループでも販売を開始）、「ロートメディフラッシュ洗眼薬」はNID（日本ドラッグチェーン会）向け製品、「ロートビタプラス洗眼薬」はスギ薬局グループ向け製品でプライベートブランドの「S SELECT（エスセレクト）」の一製品として発売されている。

### 製造終了品

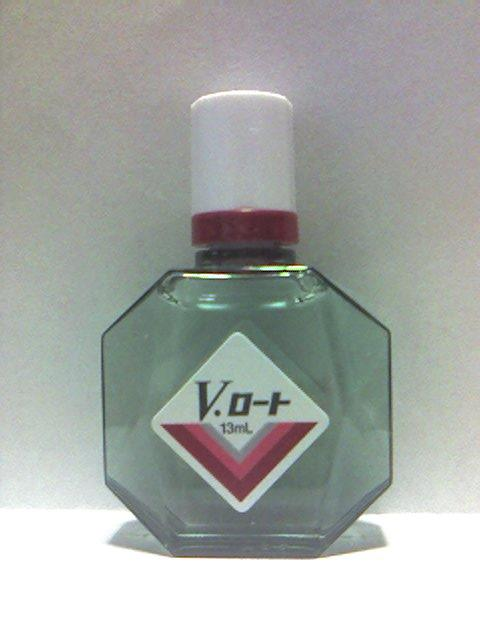
V・ロート。キャップ下部は赤である。容器は「新V・ロート」と共通
（後にリスク区分の表記対応に合わせて内容量が表示されていたスペースに「第2類医薬品」が表記されていた）

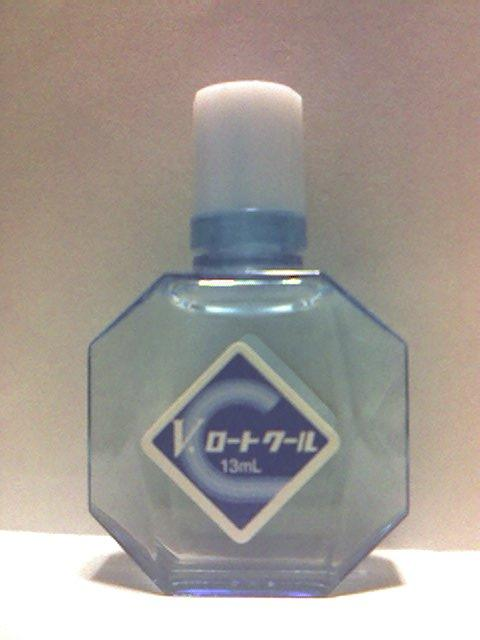
V・ロートクール。キャップ下部は水色である。容器は「新V・ロート」と共通
（後にリスク区分の表記対応に合わせて内容量が表示されていたスペースに「第2類医薬品」が表記されていた）

- なみだロート - 1973年3月発売。TVCMに「コンタクトレンズ（ハード）お使いの方に」とテロップ記載されていたことからも、ハード限定でありながらも先駆的なコンタクト用目薬で知られ、且つ、パッケージは爪にぬるマニキュアを思わせるユニークな容器や涙形の小窓のパッケージが採用されていた。1984年に2代目として発売され、パッケージは初代を引き継いで、キャップはホワイト、ブルー、ピンクの3色がラインナップされていた。そして、このなみだロートはその後の流れを汲む「ロートハイなみだ」から「なみだロート（2代目）」、「なみだロートドライアイ」として至る中でも成分はほぼ変えず、まさに「なみだロート」シリーズの基礎となった目薬であった。
- なみだロートL - 1988年5月に「なみだロート(2代目）」から商品名変更。「なみだロート(初代）」から同様ハードコンタクトレンズに対応した目薬であることも継承され、後に「なみだロートドライアイ」を経て、現在の「新なみだロートドライアイ」へ継承された。
- なみだロートO2 - 1992年3月発売。エデト酸塩などを配合していた目薬で、当時として珍しくO2ハードレンズ装着時に対応した目薬として発売された。
- なみだロートi.Q.モイスチャージ【第3類医薬品】 - 2006年発売。「なみだロートドライアイ・コンタクト（現在の「なみだロートドライアイコンタクトa」）」へ継承されたことにより製造を終了した。
- なみだロートコンタクト【第3類医薬品】 - コンタクトレンズ用涙液型目薬。なお、以前は「なみだロート」シリーズとして扱われていたが、「なみだロートドライアイ（現在の「新なみだロートドライアイ」）」が「解眼新書」シリーズに移行してからは、本品が単独商品として扱われることが多かった。2020年7月製造終了。(0)
- ロートキュアラ アイドロップス - 1999年3月に発売された。塩酸テトラヒドロゾリン、マレイン酸クロルフェニラミン、2種類のビタミン（天然型ビタミンE・ビタミンB6）、L-アスパラギン酸カリウムを配合した青のパッケージの目薬として発売されていた。(2)
- ロートキュアラS - 2000年4月に発売された。ヒアルロン酸配合の目薬として発売されていた（緑のキャップ）。(0)
- ロートアルフィット - アレルギー専用目薬として発売された。後に「ロートアルガードST点眼薬」へ継承された。アルガードを参照。
- ロートフラッシュキッズ - 15歳未満の子供用洗眼薬として発売されていた。（製造元:日東メディック）
- ロートV40タウ【第3類医薬品】 - 2000年7月に「ロートV40（1989年3月発売、グリチルリチン酸二カリウム、天然型ビタミンEやビタミンB6配合）」からリニューアルされて、タウリンが新たに入ったことから製品名が変更となった。2010年より「目薬」から「眼科用薬」に変更となった。「ロートゴールド40」発売に伴い、2011年で製造終了。(4)
- ロートPRO【第2類医薬品】 - 1990年6月に「ロートOA1（1986年2月発売）」の後継製品として発売。目薬が黄色になっているのは明暗順応改善のためのフラビンアデニンジヌクレオチドナトリウム（活性型ビタミンB2）によるものである。「ロートデジアイ」発売に伴い、2014年7月をもって製造終了。(2)
- V・ロート【第2類医薬品】 - 1964年2月発売。プラスチックねじ込みキャップと当社として初のポリカーボネート樹脂容器で発売された。1995年10月に「V・ロートEX」として一時期販売していたが、2001年6月に後述の「新V・ロートEX」の発売と共に新仕様の製品として復活した。2012年に仕様変更を行い、先行導入した「新V・ロートEX」と同じく、ワンタッチ式スクリューキャップと「フリーアングルノズル」を採用した新容器となった。2016年9月製造終了。(2)
- V・ロートクール【第2類医薬品】 - 1973年発売の清涼感タイプ。配合されている有効成分は「V・ロート」と同一ながらアラントインを「V・ロート」よりも多く配合されていた（0.1%、「V・ロート」は0.06%）。1995年6月に「V・ロートクールEX」として一時期発売されていたが、前述の「V・ロート」と共に、2001年6月に新仕様の製品として復活。2012年に仕様変更を行い、先行導入した「新V・ロートEX」と同じく、ワンタッチ式スクリューキャップと「フリーアングルノズル」を採用した新容器となった。2016年9月製造終了。(4)
- ロートジュニアール【第3類医薬品】 - 2011年4月発売。スクエア容器と「フリーアングルノズル」を採用した子供向け目薬。赤い液色は配合されているビタミンB12によるものである。発売からしばらくしてアニメ番組『ONE PIECE』とタイアップし、「ロートこどもソフト」同様、付属の目薬ケースにそれぞれのキャラクターが描かれており、ケースの色は前述の「ロートこどもソフト」と異なり、ブルーとピンクの2色であった。2015年4月に目薬ケースを『妖怪ウォッチ』とタイアップした新型デザインに変更。「ロートこどもソフト」と仕様を共通化したことでケースの色がイエローとなった。「Vロートジュニア」の発売に伴い、2016年9月製造終了。(0)
- 新ロート目薬【第3類医薬品】 - 初代の製品は1958年に発売されており、当時はビタミンAが配合されていた。1983年9月にリニューアルされた製品でビタミンAの代わりに抗炎症剤としてアラントインが配合されている。発売当初のものから数えると60年発売を続けてきたロングセラーの製品である。パッケージはリニューアルから30年以上経った現在も横長のデザインを採用しているため、本来は上部にある開封口が左側になっている。デザインは細かな変更はあるものの、ほとんど変更されていない。ロゴ変更後もパッケージには2代目ロゴを用いていたが、リスク区分の記載と共に社名ロゴタイプのみでありながら現行のロゴに変更された。2013年に記載要領変更に伴う仕様変更を行った際、これまで添付していた携帯袋を廃止した。2018年1月製造終了。(1)
- ロートUVキュア【第2類医薬品】 - 2003年5月発売。硫酸亜鉛水和物を配合。発売当初はシルバーとブルー基調のパッケージデザインだったが、2009年4月にパッケージリニューアルして外箱が黄色基調のデザインに一新され、容器も変更となった。2012年に仕様変更を行い、ワンタッチ式スクリューキャップと「フリーアングルノズル」を採用した新容器となった。2018年10月製造終了。(2)
- ロートナノアイ【第3類医薬品】 - 極小ノズルを採用。ブルーデザインの超清涼感タイプで、ネオスチグミンメチル硫酸塩が配合されていた。2019年1月製造終了。(7)
- ロートナノアイ クリアショット【第2類医薬品】 - 2013年10月発売。極小ノズルを採用。ピンクデザインの程よい清涼感タイプで、ナファゾリン塩酸塩が配合されていた。防腐剤（ベンザルコニウム塩化物、パラベン）無添加。2020年7月製造終了。(3)
- ロートリセブラン【第2類医薬品】 - 2016年3月発売。「リセ」シリーズで初めてとなる大人向けの製品で、「ロートリセb」の処方をベースに、硫酸亜鉛水和物を配合しない代わりにビタミンB6を配合。また、容器は両サイドを曲線で描き、上部をハート形とし、ワンタッチ式スクリューキャップにクリスタルカットを施したデザインボトルを採用。「フリーアングルノズル」も採用する。また、内容量は「ロートリセb」（8ml）の1.5倍量である12mlとしている。2023年8月製造終了。(3)
- ロートV11マイルド【第2類医薬品】 - 2014年10月発売。「ロートV11」をベースに清涼感を抑えたマイルドタイプ。2023年11月製造終了。(0)
- ロートアイウィッシュ、ロートアイカルテ、ロートメディプラス【第2類医薬品】 - 一部販売店限定。店舗により名称が異なる3品目が存在していた。「ロートアイウィッシュ」・「ロートアイカルテ」は処方強化により、「ロートアイウィッシュα」・「ロートアイカルテα」に継承。「ロートメディプラス」は販売終了。
- エースロートA【第2類医薬品】 - 配置用としても発売されていた。
- ロートi.Q.【高度管理医療機器】 - 終日装用ソフトコンタクトレンズ（トーリックタイプ）。当社と提携したクーパービジョン社が持つ16,000パターンのコンタクトレンズの中から当社が厳選した108パターンが用意されていた。2014年春をもって販売終了。
- ロートi.Q.90【高度管理医療機器】 - 日本初となる3ヶ月定期交換型終日装用ソフトコンタクトレンズ。近視用の「ロートi.Q.90」、乱視用の「ロートi.Q.90トーリック」の2タイプがあった。2014年春をもって販売終了。
- ロートi.Q.14アスフェリック【高度管理医療機器】 - 日本初となる前面部に非球面デザインを採用した2週間交換型ソフトコンタクトレンズ。「ロートモイストアイ」へ継承のため、2015年3月末をもって販売終了。
- ロートi.Q.14トーリック【高度管理医療機器】 - バックトーリックデザインを採用した乱視用2週間交換型ソフトコンタクトレンズ。「ロートモイストアイ 乱視用」へ継承のため、2015年3月末をもって販売終了。
- ロートi.Q.14バイフォーカル【高度管理医療機器】 - 40代以上に向けた2週間交換型ソフトコンタクトレンズ。2015年9月末をもって販売終了。これにより、「ロートi.Q.」シリーズは全て終売となった。
- ロート1dayフレッシュビューColor【高度管理医療機器】 - 2016年12月発売。「ロート1dayフレッシュビュー」のサークルレンズ仕様（カラーコンタクトレンズ）。ラインナップはクリスタルグレー、ラリマーブルー、ヘーゼルオパールの3種類。同類製品である「ロートワンデーエマーブル」へ統合のため、2021年10月製造終了。（製造販売元：クーパービジョン・ジャパン）
- ロートワンデーエマーブル【高度管理医療機器】 - 2017年3月発売。1日交換（単回使用）カラーコンタクトレンズ。本品に限り、眼科・コンタクト専門店に加え、一部のドラッグストアやディスカウントストアでも販売されていた。シャインマーブルとティアマーブルは2020年11月、オーロラマーブル、クリアマーブル、チャームマーブル、チュールマーブル、トゥルーヘーゼルマーブル（2020年7月発売）、ピュアアンバーマーブル（2020年7月発売）は2023年3月で順次製造を終了。これにより、カラーコンタクトレンズ市場から撤退した。

## 内服薬
鼻炎用内服薬はアルガード、便秘薬はミルマグをそれぞれ参照。

### 胃腸薬
- パンシロン - 「パンシロン」は1962年から発売されている胃腸薬ブランド[2]。2006年に主要製品のパッケージデザインが変更された。ブランドスローガンは長らく「パンシロンでパンパンパン」だったが、女優羽田美智子がパンシロンアクティブ55シリーズCMキャラクターに就任した2023年に「胃からしあわせパンシロン」へ変更。同年後半から「ロート胃腸薬 シロンS」や「パンシロントラベルSP」と共に7ヶ国語に対応した「アクセシブルコード」が導入[3]され、大容量包装品（01プラス 48包、キュアSP 30包、アクティブ55 34包、G 48包）は使用上の注意などを外箱に直接記載することで添付文書が省かれ、開封口を裏面上部に変更するパッケージデザインの変更が行われた。
  - パンシロン01プラス【第2類医薬品】 - 現在のパンシロンシリーズの主力製品で2010年10月発売。「パンシロン（初代・1962年2月発売）」→「新パンシロン（1980年4月発売）」→「パンシロン新胃腸薬（1989年10月発売、「新パンシロン」にウルソデオキシコール酸を配合し、製品名並びにパッケージを変更。販売店限定品の「パンシロン新胃腸薬a」とは別物の製品）」→「パンシロン01（1996年発売）」を経て、14年ぶりにリニューアル。粒子を空洞化するなど剤型に改良が施された。配合成分は従来どおりだが、3種類の制酸剤の配合バランスが見直された（炭酸水素ナトリウム:1800mg→1200mg、炭酸マグネシウム:450mg→690mg、沈降炭酸カルシウム:240mg→360mg）。また、内容量も従来の20包入りと34包入りを統合した新容量の28包入りと、従来からある小容量サイズの14包入りと大容量サイズの48包入りの3種類に整理された。
  - パンシロン01錠【第2類医薬品】 - 1996年発売。複合胃腸薬「パンシロン01プラス」の錠剤タイプ。2011年10月にこれまでの瓶包装（60錠・120錠）から、チャック付パウチ包装（45錠）にリニューアルされた。
  - パンシロンキュアSP【第2類医薬品】 - 2008年10月に「パンシロンキュア」として発売。顆粒タイプ。2015年4月に「パンシロンキュアa（2013年4月発売）」をリニューアル。従来配合されていたホップ乾燥エキス-Qを省く代わりに即効性制酸剤の炭酸水素ナトリウムと健胃生薬のチンピ末が配合されたほか、クリアケース入りの小容量サイズを廃止し、既存の箱入りは内容量と希望小売価格を見直し（本体価格 14包/1,500円→12包/950円）。さらに、徳用サイズの30包を追加した。一部販売店向けには以前から大容量サイズが設定されており、当初は24包だったが、「パンシロンキュアa」改良時に4包増量して28包に、そして、「パンシロンキュアSP」へのリニューアル時に34包に増量された。
  - パンシロンキュアSP錠【第2類医薬品】 - 2011年10月発売に「パンシロンキュアS錠」として発売。「パンシロン01錠」同様、パウチ入り包装を採用した錠剤タイプ。2015年4月にリニューアルされ、「パンシロンキュアSP」同様、従来配合されていたホップ乾燥エキス-Qを省く代わりに即効性制酸剤の炭酸水素ナトリウムと健胃生薬のチンピ末が配合されたほか、箱の中にパウチ袋が入った包装に変更された。
  - パンシロンアクティブ55【第3類医薬品】 - 2020年9月発売。顆粒タイプ（ブランド内最大量の消化酵素と健胃生薬配合）。原薬にナトリウム・アルミニウム・ロートエキスを配合していない（ただし、生薬由来のナトリウム・アルミニウムが含まれる場合がある）。服用年齢は3歳以上。
  - パンシロンアクティブ55ST【第3類医薬品】 - 2020年9月発売。「パンシロンアクティブ55」の小型粒タイプ。1回分ごとのスティック包装としており、服用年齢は15歳以上となる。
  - パンシロンG【第2類医薬品】 - 1967年9月発売。歴代の「パンシロン」の中では、一番長いロングセラー品。複合タイプで、食後に服用する。なお、一時期錠剤タイプも発売していた。2015年に仕様変更を行い、外箱の高さと横幅を他の「パンシロン」シリーズの分包品（01プラス/AZ/キュアSP）と同じ大きさに大型化された。
  - パンシロンAZ【第2類医薬品】 - 2008年10月発売。以前発売されていた「ロートAZ胃腸薬U」の後継製品で、一部店舗では「ロートAZ胃腸薬U」のパッケージデザインを継承した別パッケージ品もある。
  - パンシロンクールNOW【第2類医薬品】 - 1993年6月に関西地方で先行発売され、同年9月に全国発売されたチュアブル錠タイプ。発売当初は「パンシロンNOW」で発売しており、当時としては珍しいタイプの胃腸薬でかつチュアブル錠胃腸薬の先駆けとなった。その後、改良を重ね「パンシロンNOW UP（1996年発売）」→「パンシロンNOW UP2（アップアップと呼ぶ、1998年9月発売）」を経て、清涼感を高めた処方となり商品名を変更した。発売当初はブルー系のパッケージであったが、2006年のパッケージリニューアルで「パンシロンNOW」を踏襲したラベンダー系のパッケージに戻る。2種類の胃粘膜修復剤（アズレンスルホン酸ナトリウム(水溶性アズレン)、アルジオキサ）と4種類の制酸剤を配合。発売当初は京都薬品工業が製造していたが、その後自社製造となり、2017年秋からは再び製造委託へ変更となった。2020年2月に36錠が製造終了となり、現在は18錠のみとなる（製造販売元：クオリテックファーマ）。
- その他のブランド
  - ロート胃腸薬 シロンS【第2類医薬品】 - 1962年2月発売。ロート製薬が現在発売している胃腸薬では最も長いロングセラーにあたる（2018年1月時点で55年目）。前身は「ロート胃腸薬 シロン」。「シロン」の呼称は初代社長（創業者・山田安民の長男）・山田輝郎がヨーロッパを訪れた際にスイス・レマン湖畔のシヨン城（「シロン」は「Chillon」の英語読み。ただし本品の綴りは「Siron」）に感銘を受けて命名された。1962年の発売以来、ロート製薬のシンボルマーク・社名ロゴの変更やリスク区分の記載を除きパッケージは半世紀に亘って不変である。また、当社が市販している胃腸薬のうち、初代「パンシロン」と同様に薬包紙（白色）となっている。

### 漢方薬・生薬製剤
「和漢箋」シリーズは2006年11月発売開始。ラインナップはチャック付パウチ包装が基本で、防風通聖散錠ZIIと防風通聖散錠満量には瓶入りを、防風通聖散錠T・ラクリア・ガチラック・ツラレス・ユクリズムには箱入（防風通聖散錠Tはパウチ2袋入り仕様）も設定されている。
- 新・ロート防風通聖散(ぼうふうつうしょうさん)錠T【第2類医薬品】 - オレンジ色のパッケージ。2015年6月に「新・ロート防風通聖散錠（2006年11月に発売された「ロート防風通聖散錠」を2013年7月パッケージ・包装リニューアル）」をリニューアル。有効成分の含有量が増量（3,000mg(9錠中) → 3,333mg(8錠中)）されて1日2回服用型となり、対象年齢を15歳以上に引き上げた。ラインナップはチャック付パウチ包装の112錠（2週間分）と紙箱入りの224錠（4週間分、112錠×2袋）の2容量を設定する。なお、チャック付パウチ包装の40錠（5日分）は2018年3月をもって製造終了となった。
- 新・ロート防風通聖散錠ZII【第2類医薬品】 - ゴールドとピンクの2トーンパッケージ。2018年4月に「新・ロート防風通聖散錠Z（2013年7月発売）」をリニューアル。有効成分の含有量が増量（3,750mg(9錠中) → 4,167mg(10錠中)）され、1日2回服用型に変更。包装体系も変更となり、従来の瓶入りは新容量となる210錠（3週間分）に集約され、「新・ロート防風通聖散錠Z」では設定されなかったパウチ入りの50錠（5日分）が設定された。
- ロート防風通聖散錠満量a【第2類医薬品】 - 2015年9月に「新・ロート防風通聖散錠満量」として発売。金のパッケージ。当初は瓶入り264錠（22日分）のみだったが、2016年11月にパウチ入り60錠（5日分）と瓶入り360錠（30日分）を追加発売し、3容量となった。2023年4月にフィルムコーティング技術の採用と1日2回服用に変更してリニューアルされ販売名を変更。容量も一部変更され、瓶入りの264錠（22日分）を減容してパウチタイプの168錠（14日分）に変更し、ECサイト・ロート製薬オンライン限定となるパウチ入りの372錠（31日分）が追加発売され、4包装となった。
- ロート トイリズム【第2類医薬品】 - 錠剤タイプの牛車腎気丸製剤。淡いピンクとホワイトの2トーンパッケージ。2018年9月に「ロート牛車腎気丸錠II（2007年5月に「ロート牛車腎気丸錠」として発売し、2013年7月に1日2回服用型に変更し改名）」をリニューアル。有効成分・添加物は従来の「ロート牛車腎気丸錠II」と同じだが、包装体系を紙箱（箱の中にパウチ袋が入った仕様）に集約され、80錠（10日分）入りとなった（製造販売元：大峰堂薬品工業）。
- ラクリア【第2類医薬品】 - 錠剤タイプの防已黄耆湯製剤。ライトブルーとホワイトの2トーンパッケージ。2017年1月に「ロート防已黄耆湯錠a（2009年6月に「ロート防已黄耆湯錠」として発売し、2013年に添加物の変更を行い改名）」を改名・リニューアル。有効成分・添加物は従来品の「ロート防已黄耆湯錠a」と同一だが、パウチ包装は84錠（1週間分）から36錠（3日分）に、大容量サイズは瓶入り300錠（25日分）は紙箱包装に変更の上168錠（2週間分）にそれぞれ減容され、メーカー希望小売価格が値下げ（本体価格 パウチ:1,900円→900円、紙箱:4,500円→2,800円）された。
- ガチラック【第2類医薬品】 - 錠剤タイプの独活葛根湯製剤。オレンジとホワイトの2トーンパッケージ。2017年1月に「ロート独活葛根湯錠（2010年6月発売）」を改名・リニューアル。有効成分・添加物は従来品の「ロート独活葛根湯錠」と同一。パウチ入り36錠はメーカー希望小売価格が値下げ（本体価格 950円→900円）された。
- ルナフェミン【第2類医薬品】 - 錠剤タイプの温経湯製剤。イエローとホワイトの2トーンパッケージ。2018年9月に従来の「ロート温経湯錠（2009年10月発売）」を改名・リニューアル。有効成分・添加物は従来の「ロート温経湯錠」と同じだが、内容量が84錠（15歳以上の場合で7日分）から168錠（15歳以上の場合で14日分）に倍増され、解説書/基礎体温表の封入に伴い、外装がパウチから紙箱（箱の中にパウチ袋が入った仕様）に変更した。
- ツラレス【第2類医薬品】 - 2016年10月発売。錠剤タイプの芍薬甘草湯製剤。濃いピンクとホワイトの2トーンパッケージ。
- ツラレスSPゼリー【第2類医薬品】 - 2018年9月発売。「ツラレス」のシリーズ品で、ウメ風味のゼリータイプ（製造販売元：松浦薬業）
- ユクリズム【第2類医薬品】 - 錠剤タイプの加味帰脾湯製剤。紫とホワイトの2トーンパッケージ。2016年10月に「ロート加味帰脾湯錠（2007年5月発売）」を改名・リニューアル。有効成分・添加物は従来品の「ロート加味帰脾湯錠」同一だが、パウチ包装は84錠（1週間分）から36錠（3日分）に、紙箱包装は252錠（3週間分）から168錠（2週間分）にそれぞれ減容され、メーカー希望小売価格が値下げ（本体価格 パウチ:1,900円→900円、紙箱:5,500円→3,500円）された。（製造販売元：大峰堂薬品工業）。
- 新・ロート小青竜湯（しょうせいりゅうとう）錠II【第2類医薬品】 - 青のパッケージ。2013年12月に「ロート小青龍湯錠II（2010年1月発売）」をリニューアル。中国にあるグループ会社の天津ロート社で生産された自社開発のエキスを用い、抽出法を変更した（クロスCMC-Na、無水ケイ酸、ラウリル硫酸Naを省く代わりにメタケイ酸アルミン酸Mg、炭酸水素Kを加える添加物の変更も行っている）。また、包装体系を見直し、従来の42錠（7歳以上15歳未満の場合で7日分）から40錠（15歳以上の場合で5日分）と80錠（15歳以上の場合で10日分）の2容量となり、包装もチャック付パウチ袋から紙箱（箱の中にパウチ袋が入った仕様）に変更した。2020年2月に40錠が製造終了となり、現在は80錠のみの設定。
- キアガード【第3類医薬品】 - 五苓散を生薬全量（最大量）からエキスを得て錠剤にしたもの。1包4錠ずつの個包装としている。2019年9月よりECサイトで先行発売されていたが、2020年4月より店頭販売を開始した。
- キオグッド顆粒【第3類医薬品】 - 2017年4月発売。顆粒タイプのオンジエキス製剤。一時期15包が設定されていたが、2019年7月に製造を終了したため、現在は発売当初からある30包のみ。本品は森下仁丹とのコラボレーションとなっており、同社からも90包入りを通信販売限定で発売している。（製造販売元：松浦薬業）

### その他の内服薬（乗物酔い薬・ビタミン主薬製剤・便秘薬）
- パンシロントラベルSP【第2類医薬品】 - チュアブルタイプの乗り物酔い薬。当初は「パンシロントラベルNOW」として発売していた（1996年発売、発売時は京都薬品工業が製造していた）。2006年3月に錠剤をソフトチュアブル錠に、風味をオレンジにそれぞれ変更され、l-メントールを配合してリニューアルし、「パンシロントラベル」に改名。2012年7月のリニューアル時に添加物のカルボキシビニルポリマーを炭酸Mgに差し替え、現在の製品名に改名。2022年9月にオレンジ風味からラムネ味に変え、説明書きを外箱に直接記載することで添付文書をレス化した新パッケージにリニューアル。それに伴って、分包仕様の小容量2錠の製造を同年8月をもって終了し、箱包装の12錠に集約された。なお、森下仁丹がロート製薬の許諾を得て、「パンシロントラベル内服液」【第2類医薬品】（50ml×2本入りで「パンシロントラベル」の成分とは異なる。製造販売元:大昭製薬）を発売していた。
- Vロートプレミアム アイ内服錠【第3類医薬品】 - 当社の眼精疲労対策の内服薬としては「モアストレッチ錠」以来約6年ぶりの製品で、ビタミンB1誘導体（フルスルチアミン塩酸塩）に加え、ビタミンB6（ピリドキシン塩酸塩）、ビタミンB12（シアノコバラミン）を配合したビタミンB1B6B12主薬製剤で、ガンマ-オリザノール、トコフェロールコハク酸エステルカルシウム（ビタミンE誘導体）、ニコチン酸アミド、パントテン酸カルシウムも配合されている。瓶入り包装で、80錠に加え、トライアルや持ち歩き向きの小容量サイズとして21錠も設定されている。2021年10月からAmazon.co.jp、Raketen、LOHACO、ロート製薬オンライン（旧:ロート通販）先行で発売され、翌月から店頭発売が予定されていたが、諸事情により発売延期が発表され、当初の予定から約2ヶ月遅れとなる2022年1月に店頭でも発売された。（製造販売元：渡辺薬品工業）

### 取扱店限定品

#### 胃腸薬
- パンシロン【第2類医薬品】 - 複合胃腸薬。主に配置用として販売していることが多い。

#### 漢方製剤
以下の製品はロート製薬オンライン限定発売。
- ロート防風通聖散錠満量II【第2類医薬品】 - 2023年1月発売。エキス含有量を「新・ロート防風通聖散錠満量」の1.25倍となる6,250mgに増やした処方強化品。パウチ包装の210錠（14日分）のみの設定。
- コエスット【第2類医薬品】 - 2022年5月発売。響声破笛丸（きょうせいはてきがん）を角形のトローチ剤にしたもの。はちみつ味で、4粒ごとのスティック包装としている。
- ルナエール【第2類医薬品】 - 2022年5月発売。当帰芍薬散を錠剤にしたもの。チャック付パウチ包装を採用。
- ラフローラ【第2類医薬品】 - 2023年9月発売。四物湯をベースに9種類の生薬（4種類は抽出したエキス、5種類は生薬末）を配合した錠剤。

#### ビタミン主薬製剤
- Vロートナイトプレミアム アイ内服薬【指定第2類医薬品】 - 2023年1月発売。カプセルタイプのビタミンAD主薬製剤（ビタミンA、ビタミンD3を含む5種のビタミンを配合）。ロート製薬オンライン限定発売。

### コンビニ向け製品
- パンシロン健胃錠a【指定医薬部外品】 - チュアブル錠タイプ。元々は「パンシロン健胃錠」として発売されていたが、2016年9月にリニューアルされ、内装を携帯ケースからチャック付パウチに変更、グリチルリチン酸二カリウムが追加配合され、現在の製品名に改名された。
- パンシロン健胃顆粒【指定医薬部外品】 - 分包タイプ。裏面に記載の手順により、外装が携帯ケースとなるように設計されている。

### 製造終了品

#### 胃腸薬・整腸薬・便秘薬
- 胃活 - 1899年2月発売し、当社が発売した最初の胃腸薬であった。当社ホームページによると、当時「胃病に胃活、泣く子に乳」のキャッチコピーで発売された。また初代「ロート目薬」の前に発売された最初の医薬品でもあった。
- ロート胃腸薬 シロン - 1954年9月発売。「パンシロン」ブランドの礎になった胃腸薬だった。新聞広告は市村俊幸が担当した。
- ロートAZ胃腸薬U - 1987年発売。水溶性アズレンやL-グルタミンなどを配合した空腹時に服用する食間服用型の胃腸薬。「パンシロンAZ」へ継承されてパンシロンブランドへ移行した。
- キャシロン - 1959年4月発売。ニクズク、チョウジ、桂皮などを配合した健胃消化のための胃腸薬だった。1989年に「新パンシロン」と統合され、「パンシロン新胃腸薬」となったため販売終了。
- パンシロンG錠 - 「パンシロンG」の錠剤タイプとして100錠入りで発売されていた。
- パンシロンQQ - 1992年発売。水酸化アルミナマグネシウムと臭化チメピジウム配合したスイッチOTC鎮痛鎮痙薬で発売されていた。
- パンシロン漢方胃腸薬A - 1982年に発売された。安中散（中ケイヒ、エンゴサク、ボレイ、ウイキョウ、カンゾウ、シュクシャ、リョウキョウ、ブクリョウ）など漢方処方で、エキス顆粒で発売されていた。
- パンシロンフラボノNOW - ビオヂアスターゼ2000、リパーゼAP6、プロザイム、アルジオキサ、水酸化マグネシウム、乾燥水酸化アルミニウムゲル配合の緑茶グリーンミント味チュアブルタイプの胃腸薬だった。
- パンシロンH2ベスト - 1997年9月発売。シメチジン配合（製造元であった藤沢薬品工業（現在の第一三共）の医療用「タガメット」（この「パンシロンH2ベスト」が発売された翌月の10月に発売されたH2ブロッカー胃腸薬「フロンティア」へスイッチOTCされた）の主成分でもある）のH2ブロッカー胃腸薬。また、2006年秋ごろにはシリーズ共通のパッケージにリニューアルされていた。
- パンシロントリム【第2類医薬品】 - 1995年発売。「トリメブチンマレイン酸塩」を医療用と同量配合した胃腸薬。田辺三菱製薬（旧:田辺製薬株式会社）が発売している「タナベ胃腸薬 調律」のOEM品である。当初は三層錠のみだったが、のちに顆粒も追加された。また、「パンシロンH2ベスト」同様、2006年秋ごろにパッケージデザインをリニューアルしていた。2013年春に販売終了。なお、OEM元の製品である「タナベ胃腸薬 調律」は現在も同社で製造・販売されている。（製造販売元:田辺三菱製薬）。
- パンシロンソフトベール【第2類医薬品】 - 2017年9月発売。胃腸薬では珍しいソフトカプセルタイプ（テプレノン+銅クロロフィリンナトリウム配合）。通常は10カプセル入りのみだが、一部店舗では大容量の20カプセル入りも設定されており、更に、2018年2月からはマツモトキヨシグループ向けの別パッケージ品（10カプセル・20カプセル）も発売された。同年10月に仕様変更され、パッケージに「ストレス・疲れなどからくる吐き気、食欲不振に」と具体的な症状が明記されるようになった。2022年2月製造終了。
- パンシロン新胃腸薬a【第2類医薬品】 - 複合胃腸薬。店舗限定で発売されていた。
- パンシロンN10【第3類医薬品】 - 2006年2月発売。納豆菌と乳酸菌(ビフィズス菌、フェカリス菌、アシドフィルス菌）、消化酵素(タンパク、デンプン、繊維素）を配合した整腸薬。水なしで服用できるチュアブル錠（バナナ味）。当初は瓶入りのみだったが、後に、1錠ごとにピロー包装した分包タイプが追加された。「パンシロンビオリズム健胃消化整腸薬」の発売に伴い、2013年春に製造終了。
- パンシロンビオリズム健胃消化整腸薬【第3類医薬品】 - 2013年4月発売。錠剤タイプ（ライム風味）の整腸薬。「パンシロンキュアSP錠」同様に箱の中にパウチ袋が封入されていた。2019年10月製造終了。
- パンシロン液A - 精製カンゾウエキス末、チンピエキス、チョウジチンキ、ゲンチアナ流エキス、ニンジン軟エキス-A、ケイヒ流エキス、塩化カルニチン配合した液体タイプ。「パンシロン胃腸内服液」に継承された。（製造元:萬金薬品工業）
- パンシロン液VS - カッコウ流エキス、エンゴサクエキス、ビャクジュツ流エキス、リョウキョウ流エキス、ケイヒチンキ、チンピエキス、オウレン流エキス、塩化カルニチンを配合した液体タイプ。発売は自社だが、製造は滋賀県製薬が行っていた。「パンシロン胃腸内服液」に継承された。
- パンシロンフラボノフレッシュ - 1998年発売。
- パンシロンワンショット - 1999年発売。合成ヒドロタルサイト、リョウキョウ流エキス、モッコウエキス、ニンジン乾燥エキス、ソヨウ乾燥エキス、塩化カルニチンを配合した1日1本服用の液体タイプとして販売されていた。
- パンシロン胃腸内服液【第3類医薬品】 - 1982年発売のドリンクタイプ。現在の製品は芳香性や苦みを特徴とする7種類の生薬とカルニチン塩化物を配合している。2012年4月よりリスク区分変更。2016年4月製造終了。（製造販売元:滋賀県製薬）
- パンシロン胃活飲力【医薬部外品】 - 1999年発売。創業100周年記念の期間限定で発売された。
- パンシロン胃腸内服液Z【医薬部外品】 - 「パンシロン胃腸内服液α」へ継承された。
- パンシロン胃腸内服液EX【医薬部外品】 - 「パンシロン胃腸内服液α」へ継承された。
- パンシロン胃腸内服液α【指定医薬部外品】 - ウコン流エキス配合のジンジャー味
- パンシロンハーベストケア【医薬部外品】 - コンビニ向け製品。ハッカ油とアルジオキサのみで構成、チュアブル錠、携帯ケース入。
- スラーリア便秘内服液【第3類医薬品】 - 2004年発売。液体タイプのウォーターコントロール便秘薬。ロゴ変更後もしばらく旧ロゴマークを用いていたが、リスク区分表示対応パッケージに変更するのに合わせ、現在のロゴマークが導入された。120mlの瓶入り。2019年1月に3本入り、2022年7月に1本入りが順次製造を終了した。
- スラーリア便秘薬【第3類医薬品】 - 2005年11月発売。錠剤（速崩錠）タイプの便秘薬。同類製品である「錠剤ミルマグLX」の承継に伴い、2022年7月製造終了。

#### 風邪薬・鎮咳去痰薬・鼻炎用内服薬
- カッコン湯エキス顆粒H - 葛根湯エキス(カッコン、マオウ、タイソウ、ショウキョウ、ケイヒ、シャクヤク、カンゾウ)配合で、顆粒で発売されていた。一般用としては風邪の総合感冒用として、配置用としては風邪の初期症状改善用として発売されていた。（製造元:東亜製薬）
- ユアうがい薬 - ポビドンヨード配合（製造元:ジャパンメディック）。
- ユアS - セアプローゼS配合のかぜ薬。後に「ユアCS」へ継承された。
- ユアIB - 2000年11月発売。「新ユアIB」へ継承された。
- ユアEX - 「新ユアEX」へ継承された。
- ユアCS - 3粒構造の白色カプセルで、解熱鎮痛成分であるアスピリンとアセトアミノフェン、せき止め成分のフスカピン、dl-塩酸メタルエフェドリンとフマル酸クレマスチン、セシアルカリプロティナーゼ10、ビタミンCを配合した総合感冒薬として発売されていた。
- ユアシロップ12【指定第2類医薬品】- リン酸コデインやマレイン酸クロルフェニラミン配合。オレンジ風味のシロップで、日本初の液剤徐放化システム（ペンキネティックシステム）採用の、12時間咳止め効果のある咳止め液として発売されていた。
- ドリスタンL【第2類医薬品】 - 1997年発売。アセトアミノフェン、臭化水素酸デキストロメトルファン、dl-塩酸メチルエフェドリン、マレイン酸クロルフェニラミン、アスコルビン酸を配合した溶かして飲むタイプの総合感冒薬。「Dristan」は米国ワイス社のブランドで、当初は同社が製造したものを輸入、後に自社生産していたが2009年に製造を終了した。
- ドリスタンかぜ内服液 - 2002年9月発売。カッコン、マオウ、タイソウ、ケイヒ、シャクヤク、カンゾウ、ショウキョウの7つの生薬配合のかぜ内服液。30mlの3本売りで発売されていた。
- ドリスタンこどもかぜシロップ - 2002年9月発売。アミノ酸の一種であるグルシン配合。ノンカフェイン・ノンコデイン（非麻薬性）設計のレモン風味のかぜシロップ剤で発売されていた。
- ドリスタンG2 - アップル味のドリスタン。15歳以上用
- ドリスタンK - 葛根湯味のドリスタンで、15歳以上用であった。
- ドリスタンキッズ - 3-7歳の小児用。
- ドリスタンジュニアG2 - 8-14歳の小中学生用。アップル味。
- ドリスタンジュニアL2【第2類医薬品】 - 8-14歳の小中学生用。レモン味。2009年をもって「ドリスタンL2」と共に生産終了した。
- レスパ咳止め液 - 2004年発売。ノンコデイン（非麻薬性）・ノンカフェイン設計で、臭化水素酸デキストロメトルファン、dl-塩酸メチルエフェドリン、グアヤコールスルホン酸カリウム、d-マレイン酸クロルフェニラミン配合。チョコ風味のシロップタイプの鎮咳去痰薬として発売されていた。
- レスパ咳止め顆粒 - 2004年発売。ヒベンズ酸チペピジン、塩酸トリメトキノール、グアヤコールスルホン酸カリウム、d-マレイン酸クロルフェニラミン、キキョウ末配合。スティック包装の顆粒として発売されていた。
- レスパチュアブル錠 - 2004年発売。ヒベンズ酸チペチジンとノスカビン、キキョウ末を配合し、非麻薬性でノンカフェインのチュアブル錠で携帯ケース入りで発売されていた。
- レスパのどドロップM/L/U - 2004年発売。ドロップタイプで、フェノールフタリン酸デキストロメトルファン、グアヤコールスルホン酸カリウム、殺菌成分塩化セチルピリジニウムの3つの有効成分を配合、ペパーミント・ウメ・レモン味で発売されていた。（製造販売元:高市製薬）
- ロート総合カゼ薬 新ユアEX【指定第2類医薬品】 - カプセルタイプのかぜ薬（メキタジン、ノスカピン、ジヒドロコデインリン酸塩などを配合）。日本ドラッグチェーン会向けに発売されていた。「新ユアEXゴールド」へ継承。
- ロート総合カゼ薬 新ユアEXゴールド【指定第2類医薬品】 - カプセルタイプのかぜ薬（メキタジン、トラネキサム酸、ブロムヘキシン塩酸塩などを配合）。日本ドラッグチェーン会向けに発売された（ただし、製品パッケージにNIDマークはつけられていなかった）。
- ロート総合感冒薬 新ユアIB（錠）【指定第2類医薬品】 - 錠剤タイプのかぜ薬（イブプロフェン、2種類のビタミン、グリシンなどを配合）。日本ドラッグチェーン会向けに発売された（ただし、製品パッケージにNIDマークはつけられていなかった）。
- ロート鼻炎ソフトカプセルユアN【指定第2類医薬品】 - 処方は「アルガード鼻炎ソフトカプセルEX（ただし、2010年12月にリニューアルされる前の旧処方のもの）」と同一。リニューアルに伴い、「ロート鼻炎ソフトカプセルユアα」へ継承。
- ロート鼻炎ソフトカプセルユアα【指定第2類医薬品】 - 処方は「アルガード鼻炎ソフトカプセルEX」と同一だが、内容量が30カプセルに増量されている。一般製品の「ロートアルガード鼻炎内服薬ゴールドZ」へ統合のため製造終了となった。

#### ビタミン主薬製剤・ビタミン含有保健薬
- ビバメイト - ビタミンB1・B2・B6とプラセンタエキスを配合したビタミン剤として販売されていた。
- ビバメイトE錠 - ビタミンEを配合したビタミン剤として販売されていた。
- サプレスBBドリンク - 「サプレスBC」のドリンクタイプとして販売されていた。
- サプレスBC - ソフトゼリー型の錠剤として販売されていた。
- フレックスパワーEX錠【第3類医薬品】 - ビタミンB1主薬製剤。後に追加発売された大容量サイズの270錠（30日分）は2020年2月に、発売当初からあった145錠（約16日分）も同年7月に順次製造を終了した。
- フレックスパワーZX錠 - 医薬品「フレックスパワー」の処方強化版としてニンニク抽出物やビタミンB1誘導体が配合されていた。
- フレックスパワー3000【第3類医薬品】 - ビタミンEをプラス配合したビタミンB1主薬製剤。大容量サイズ（販売店限定品）。
- ドリスタン滋養液Z【医薬部外品】 - 7種類の生薬・6種類のビタミン・アミノ酸を配合した滋養内服液。コンビニ向け製品
- ドリスタン滋養液ZX【医薬部外品】 - 7種類の生薬・6種類のビタミン・3種類のアミノ酸に加え、タウリンとローヤルゼリーも配合した強化版。コンビニ向け製品。
- ビタレスト錠C【指定医薬部外品】 - 「ビタレスト錠」のコンビニ向け仕様。1包1日分の使いきりタイプ。
- ビタレスト錠【第2類医薬品】 - ビタミン含有保健薬。2012年春製造終了。
- ビタレスト液【第2類医薬品】 - 有効成分ビタミンB13であるオロチン酸コリンを配合したビタミン含有保健薬。ばら売りは行っておらず、1箱3本入りで販売されていた。また「ビタレスト錠」と同じくノンカフェイン処方としていた。2012年春製造終了。
- す・ぴん凛内服錠【第3類医薬品】 - 4種類の生薬とローヤルゼリーを配合したビタミン含有保健薬。チャック付パウチ包装としていた。2013年春製造終了。
- モアストレッチ錠【第3類医薬品】 - 眼精疲労対策の内服薬では初めて、血流改善成分イノシトールヘキサニコチン酸エステルを配合したビタミンB1主薬製剤。チャック付パウチを採用しており、25日分（50錠）に加え、7日分（14錠）も設定される。本品は2010年8月に関西地区で先行発売されていたが、同年11月から全国発売された。2015年秋製造終了。
- ロートFP3000錠【第3類医薬品】 - ビタミンB1主薬製剤（販売店限定品）。

#### 漢方薬・生薬製剤
- 和漢箋シリーズ
  - ロート十全大補湯(じゅうぜんたいほとう)錠【第2類医薬品】 - ベージュ色のパッケージ。2010年に生産終了（製造販売元:大峰堂薬品工業）。
  - 銀翹解毒散(ぎんぎょうげどくさん)エキス細粒【第2類医薬品】 - スティック包装とした細粒タイプ。2013年秋製造終了（製造販売元:松浦薬業）。
  - ロート小青竜湯(しょうせいりゅうとう)錠【第2類医薬品】 - 青のパッケージ。「新・ロート小青龍湯錠II」発売に伴うラインナップの集約に伴い製造終了（製造販売元:大峰堂薬品工業）。
  - ロート当帰飲子(とうきいんし)錠a【第2類医薬品】 - 緑のパッケージ。2013年にヒドロキシプロピルメチルセルロース、酸化チタン、タルク、三二酸化鉄を省く代わりにヒプロメロースを加える添加物の変更を行い、「ロート当帰飲子錠」から改名。錠剤の色が白からこげ茶色となった。84錠入りは2018年9月に、252錠入りは2019年1月に順次製造終了となった。
  - ロート柴胡加竜骨牡蠣湯(さいこかりゅうこつぼれいとう)錠【第2類医薬品】 - 2007年5月発売。ピンクのパッケージ。2019年1月製造終了（製造販売元：大峰堂薬品工業）。
  - ロート コーシレス【第2類医薬品】 - 2019年3月発売。顆粒タイプの桂枝五物湯エキス製剤。2020年8月製造終了。
  - 補中益気湯（錠剤タイプ）【第2類医薬品】 - ホワイトとオレンジの2トーンパッケージ。2018年9月に従来の「ロート補中益気湯錠」を「リハビット」へ改名・リニューアル。服用回数が「ロート補中益気湯錠」の1日3回から1日2回に変更され、包装体系は紙箱（箱の中にパウチ袋が入った仕様）に集約され、10日分の80錠入りとなった。2020年12月に再度改名するとともに、パッケージデザインの変更と内容量を減容（80錠 → 64錠）するリニューアルが行われ、メーカー希望小売価格が値下げ（本体価格 2,000円→1,800円）された。2022年9月製造終了。（製造販売元：大峰堂薬品工業）
  - 補中益気湯（ドリンクタイプ）【第2類医薬品】 - 2020年12月発売。ホワイトとオレンジの2トーンパッケージ。2022年8月製造終了。（製造販売元：新生薬品工業）
  - 清風散【指定第2類医薬品】 - マオウ・カッコン・サイコ・キキョウ・ハンゲなど12種類の生薬が主成分のかぜ薬（分類上は生薬製剤に属する）。元々は摩耶堂製薬が発売していた製品だったが、2020年12月に販売をロート製薬へ移管し、「和漢箋」のシリーズ製品として発売されたが、2022年8月に製造終了となった。（製造販売元：摩耶堂製薬）
- ロートAC漢方NEGIA内服薬【第2類医薬品】 - 桂枝茯苓丸料加薏苡仁（けいしぶくりょうかよくいにん）製剤。パウチ包装を採用しており、パッケージデザインは「メンソレータム アクネージア」と統一していた。2013年秋製造終了（製造販売元:大峰堂薬品工業）
- アコニンサン糖衣錠【第2類医薬品】 - 加工ブシ末を糖衣錠にした生薬製剤。一部販売店限定で発売されていた（製造販売元:三和生薬）。

#### その他内服薬
- セルペロイシン錠【第1類医薬品】 - 血管補強・血圧降下剤。一部販売店限定で発売されていた。（製造販売元：米田薬品）。

## 外皮薬/スキンケア
当社のスキンケア分野は「メンソレータム」が中心で、外皮薬を中心とした医薬品からスキンケア製品まで取り扱い範囲が幅広く、「メンソレータム」以外にも低価格帯スキンケアブランド「肌ラボ」からハイグレードコスメの「Obagi（オバジ）」や「エピステーム」まで多岐にわたるスキンケア製品を扱っている。また、2006年からはワールドワイドで展開するブランド「OXY（オキシー）」を日本国内でも立ち上げ、男性化粧品市場に進出している。
メンソレータム、肌ラボ、OXY（オキシー）については、それぞれの詳細記事を参照のこと。
なお、発毛剤はロート製薬の製品情報サイトでは外皮薬のカテゴリーに掲載されているため、本節で述べる。
- 50の恵 - エイジングケアブランド。ラインナップもフェイスケア・ベースメイク・ヘアケアと取扱範囲が広く、養潤液・シャンプー・トリートメント・育毛剤（ふんわりボリューム育毛剤のみ）にはつめかえ用が設定されている。
  - 養潤液 - 化粧水・乳液・美容液の機能を兼ねる。2013年9月に「コラーゲン配合養潤液（2007年9月発売）」をリニューアル発売。サクシニルアテロコラーゲンを含む3種類のコラーゲンを含む処方となり、肌に吸着するグリセリンを配合。オープン価格に移行した。
  - 養潤液プレミアム【医薬部外品】 - 2021年9月発売。化粧水・乳液・美容液・クリーム・パックの機能を兼ねる乳状タイプのオールインワン。3種類のオイル成分に加え、ナイアシンアミドを有効成分に配合。
  - シミ対策美白養潤液【医薬部外品】 - 「養潤液」に美白有効成分を追加配合した美白タイプ。元々は「コラーゲン配合養潤液(白)（2009年3月発売）」の製品名で発売されていたが、2012年3月にアルブチンの配合に伴って医薬部外品に移行し「コラーゲン配合薬用美白養潤液」に改名。2014年3月の再リニューアル時に製品名が「薬用美白養潤液」に再度変更され、オープン価格に移行。2016年3月にベビーコラーゲン（III型コラーゲン）を含むサクシニルアテロコラーゲン液を配合してリニューアルされ、再度製品名を変更。2020年3月に美白有効成分をアルブチンからトラネキサム酸に変更してリニューアルされた。
  - 養潤クリーム - 美容液・クリーム・パックの機能を一体化した保湿クリーム。ジャータイプで、ふたと容器が一体となったワンタッチ容器を採用。2013年9月に「コラーゲン配合養潤クリーム（2010年8月発売）」をリニューアル。内容量を200gから半分以下の90gに変更し、オープン価格に移行した。
  - 朝の紫外線対策クリーム（SPF50+/PA++++） - 2015年3月発売。美容液・クリーム・パック・化粧下地・日やけ止めの5つの機能を1つにした朝用スキンケアクリーム。「養潤クリーム」同様、ふたと容器が一体となったワンタッチ容器を採用する。
  - 薬用リンクルクリーム - 2020年3月発売。ナイアシンアミドを有効成分として配合し、美容液・クリーム・パック（うるおい効果）の機能を一体化した「シワ改善」の効能・効果が明記された薬用高保湿ジェルクリーム。
  - オイルinハリ肌完了マスク - 2015年9月発売。5種類の美容オイル（スクワラン、オリーブ果実油、ツバキ油、ローズヒップ油、シア脂油）などを配合し、化粧水・乳液・美容液・クリーム・マスク・アイマスクの6つの機能を兼ねたオールインワンマスク。大容量30枚入り。
  - 髪と頭皮の養潤シャンプー - 発売当初は「頭皮の養潤シャンプー（2008年9月発売）」の製品名で発売し、2014年3月のリニューアル時に「髪ふんわりボリュームシャンプー」に改名。2016年3月にキクニガナ葉エキスとセラミド類を新たに配合してリニューアルし再改名した。
  - 髪と頭皮の養潤トリートメント - 洗い流すタイプのトリートメント。発売当初は「頭皮の養潤トリートメント（2008年9月発売）」の製品名で発売し、2014年3月のリニューアル時に「髪ふんわりボリュームトリートメント」に改名。2016年3月にキクニガナ葉エキスとセラミド類を配合してリニューアルされ、再改名した。
  - 頭皮いたわりカラートリートメント - 2016年3月発売。週に1回使用するチューブ入りの白髪用染毛料。酸化染料（パラフェニレンジアミン、メタアミノフェノール、パラアミノフェノール、トルエン-2、5-ジアミンなど）無配合。手袋と使用説明書を同梱しているため、箱入りとなっている。発売当初、カラーはブラック、ダークブラウン、ライトブラウンの3色だったが、2020年9月に新色のナチュラルブラックが追加発売されて4色となり、併せて、既存の3色はパッケージデザインを変更するリニューアルが行われた。
  - 髪ふんわりボリューム育毛剤【医薬部外品】 - 女性向け育毛剤。2014年3月の改良時に「養潤育毛剤（2011年8月発売）」から製品名を変更。2017年8月にオイルinタイプに処方変更してリニューアルされた。

- メラノCC - フェイスケアシリーズ。2012年2月のリニューアル時にメンソレータムから独立したブランドとなった。2021年3月に全製品のパッケージデザインが変更された。
  - ディープクリア酵素洗顔 - 2022年3月発売。店頭販売品では初となる、酵素（プロテアーゼ）とビタミンC誘導体（3-O-エチルアスコルビン酸）を配合したチューブ入りの洗顔料。マツキヨココカラ&カンパニーのグループ店舗（マツモトキヨシ・ココカラファインなど、一部店舗を除く）、Amazon、LOHACO、Rakuten24、ロート製薬オンラインでの先行発売を経て、同年9月より本格発売された。
  - 薬用しみ対策美白化粧水【医薬部外品】 - 2014年3月発売。本体と同容量のつめかえ用も設定されている。2018年9月には「しっとりタイプ」が追加発売された。
  - 薬用しみ対策美白乳液【医薬部外品】 - 2022年8月発売。本体と同容量のつめかえ用も設定されている。
  - 薬用しみ対策美白ジェル【医薬部外品】 - 2020年3月発売。乳液やクリームの代用として使用可能な保湿ジェル。顔だけでなく、紫外線を浴びた体用のアフタージェルとしての使用も可能である。
  - 薬用しみ対策保湿クリーム【医薬部外品】 - 2018年9月発売。
  - 薬用しみ集中対策美容液【医薬部外品】 - 元々は2005年3月に「メンソレータム メラノバスター」として発売されていたが、2009年3月のリニューアル時に「メンソレータムメラノCC 薬用しみ集中対策液」に改名。2012年2月のリニューアル時に内容量を10%増量（18ml→20ml）。2014年3月にうるおい成分の「アルピニアホワイト（アルピニアカツマダイ種子エキス）」を配合してリニューアルされ、製品名を変更。オープン価格に移行した。
  - 薬用しみ集中対策プレミアム美容液【医薬部外品】 - 2021年3月発売。「薬用しみ集中対策美容液」をベースに、抗炎症成分をグリチルリチン酸ジカリウムからアラントインに、血行促進成分（ビタミンE誘導体）から皮脂抑制成分（ピリドキシン塩酸塩）にそれぞれ変え、うるおい成分のビタミンC誘導体もビタミンCテトライソパルミテートに、アスコルビルグルコシドと3-O-エチルアスコルビン酸を加えた3種類とした処方強化型。
  - 集中対策マスク - 2014年3月発売。大容量保湿マスク。2022年3月にリニューアルされ、不織布の素材と組成を変更するとともに、包装形態をボックス型からマツモトキヨシグループ向け仕様に採用されていたチャック付パウチ袋に変更され、枚数が増量（20枚→28枚）された。

- mesiru（メシル） アイスキンケアシャンプー - 2018年3月発売。泡タイプのまつ毛用メイク落とし。

- 白茶爽（しろちゃそう） 白茶練り石鹸 - 2011年8月発売。茶葉を弱発酵させた白茶エキス（チャ葉エキス）が配合されたチューブ入りの洗顔フォーム。

- ブルーミオ - 2023年9月発売。「ブルーセラミド」と呼ばれるジヒドロキシリグノセロイルフィトスフィンゴシン、セラミド6II、グアイアズレンスルホン酸Naで構成された複合型の機能性成分を世界で初めて化粧品に配合されたエイジングケアブランド。
  - ディープモイストローション
  - ディープブーストセラム
  - モイストリペアクリーム

- カラミー - 2023年8月（一部店舗は同年7月先行）発売。「カラミンパウダー」と呼ばれる、酸化亜鉛と酸化鉄が混合したピンク色（酸化鉄由来の色）のミネラルパウダーを吸着剤として配合されたスキンケアブランド。
  - カラミンノーセバムローション - 2025年春にアルコール（エタノール）フリー化されリニューアルされた。
  - カラミンノーセバムジェル

- オバジ - ロサンゼルスで活躍する皮膚科学者ゼイン・オバジの「肌再生理論（SHR理論）」との出会いで生まれ、研究や製剤開発で実践するスキンケアブランド。当社が扱う「オバジ」は日本人向けに処方を変更したものである。
  - アクティブベース - 2011年3月発売。ターンオーバー（肌代謝）の機能をサポートするオバジ初のベースケアシリーズ。2016年3月に2種類のミネラル（塩化Na、塩化K）、アミノ酸（セリン）、ビタミン（ピリドキシンHCl）を組み合わせた「ステムベースα」を新たに配合し、従来から配合されている保湿成分のガゴメエキスにセイヨウシロヤナギ樹皮エキスを組み合わせた「アクティブベースEX」に強化してリニューアルされた。
    - クリアクレンジング
    - クリアウォッシュ
    - クリアローション
    - クリアエマルジョン

  - オバジX - 2019年9月発売。エイジングベースケアと高機能クリームで構成されるシリーズ。「フレームリフトローション」と「フレームリフトエマルジョン」にはキャップ付パウチ仕様の「つめかえ用」も設定されている。2022年9月には「ダーマパワーX」からの移行により高機能クリームが加わり、2023年9月にベースケアアイテム（メイク落とし・洗顔料・化粧水・乳液）において「フレームリフトコンプレックス」と呼ばれるタチジャコウソウ花/葉エキス、イザヨイバラエキス、メリアアザジラクタ葉エキスで構成される複合型の保湿成分を配合するリニューアルが行われ、「フレームリフト」シリーズとなった。
    - フレームリフトミルククレンジング - ミルクタイプのメイク落とし。発売当初は「ミルクジェルクレンジング」の名称で発売されていた。
    - フレームリフトムースウォッシュ - 噴射剤に炭酸ガスを用いた泡タイプの洗顔料。発売当初は「ブーストムースウォッシュ」の名称で発売されていた。
    - フレームリフトローション - 発売当初は「リフトローション」の名称で発売されていた。
    - フレームリフトエマルジョン - 発売当初は「リフトエマルジョン」の名称で発売されていた。
    - ダーマアドバンスドリフト - 顔全体に使用する高機能クリーム。発売当初、「エラスグロウ」と呼ばれる独自開発の機能性保湿成分が配合された「ダーマフォースX（2007年9月発売）」として発売。2009年9月には「エラスリッチ」を配合。2012年9月に保湿成分の「エラスプロ」を配合して「ダーマエラスティックX リフトクリーム」に改名。2015年9月に「エラスプロ」の配合量を2倍に増量され、「ディープターゲットデリバリー」と呼ばれる高浸透技術の採用を行い、「ダーマパワーX リフトクリーム」に再改名。2018年9月にマヨラナ葉エキスにカプロオイルテトラペプチド-3とコラーゲンを組み合わせた「ステムビルドコンプレックス」の配合によりリニューアルされ、「ダーマパワーX ステムリフトクリーム」に再々改名された。2022年9月に「パワーリフトテクノロジー」と呼ばれるシャクヤク根エキス、コラーゲン、カプロオイルテトラペプチド-3、マヨラナ葉エキスで構成された複合型の保湿成分を追加配合して4度目の改名となり、容器形状も変更して中容器を追加した2重構造となったことで、付替え用レフィルが新たに設定された。

  - オバジC - 2001年6月発売。「ピュアビタミンC（アスコルビン酸、整肌保湿成分）」を配合した美容液。製品名は幾度か変更されており、2006年2月には「オバジC5」・「オバジC10」をリニューアルに伴って「オバジC5n」・「オバジC10n」に改名し、「オバジC20」も同年12月に「オバジC20n」に改名。2008年2月のリニューアル時に「オバジC5b/C10b/C20b」に再改名したが、2011年3月のリニューアル時に発売当初の「オバジC5/C10/C20」に回帰した。2014年3月に独自の可溶化技術により新たにビタミンE（トコフェロール）を配合してリニューアルし、「オバジC5セラム/C10セラム/C20セラム」に改名した。2015年3月にベースメイク3アイテムを発売した。2021年3月に「オバジCセラム」全種類をリニューアル。「アドバンスドCコントロール」とビタミンEが配合された。
    - オバジC酵素洗顔パウダー - 2017年3月発売。1回分ごとのポーション入個包装タイプの洗顔パウダー。
    - オバジCリファインローション - 2022年3月発売。
    - オバジCセラムゲル - 2020年3月発売。「ナノファイバージェル（パルミトイルジペプチド‐18(保湿成分)）」を採用したゲルタイプの美容液。スパチュラ付。
    - オバジC5セラム - 当初は「オバジC5」として発売。2006年2月のリニューアル時に内容量と価格を見直した（本体価格 15ml/5,000円 → 10ml/3,000円）。
    - オバジC10セラム - 当初は「オバジC10」として発売。2010年2月にはこれまでのラージサイズ30mlに加え、レギュラーサイズの12mlを追加して2サイズとなった。2014年3月のリニューアル時にラージサイズの内容量と価格が見直された（本体価格 30ml/8,000円 → 26ml/7,000円）。
    - オバジC20セラム - 2004年6月発売（当初は「オバジC20」として発売）。ボトルに窒素ガスが封入されている為、購入時にはボトル（通常のキャップ付）とスポイト付キャップが別々となっており、使うときにキャップをスポイト付キャップに付け替えて使用する。2014年3月のリニューアル時に希望小売価格（本体価格）を据え置いたままで、内容量を増量（13ml→15ml）した。
    - オバジC25セラム ネオ - 2019年3月発売。整肌保湿成分のアスコルビン酸を「オバジ」内でもっとも多く配合された美容液。
    - オバジCマルチプロテクトUV乳液（SPF50+/PA++++） - 2018年3月発売。美容液・乳液・日やけ止め・化粧下地の機能を兼ねる日中用乳液。
    - オバジCブライトキープベースUV（SPF23/PA+++） - 化粧下地。発売当初は「オバジCトーンチェンジベース」として発売されていたが、2017年3月に「トーンチェンジパウダー」を改良した「トーンチェンジパウダーEX」に強化し、SPF値を向上（SPF23 → SPF26）してリニューアルされ、製品名が改名された。
    - オバジCセラムファンデーション（SPF37/PA+++） - リキッドタイプの美容液ファンデーション。2017年3月に「パワーブライトC処方」をベースに即攻型と安定型の2種類のビタミンC誘導体を追加して5種類のビタミンCで構成された「ロングパワーブライトC処方」に、紫外線を吸収すると赤く発光する「トーンチェンジパウダー」を改良した「トーンチェンジパウダーEX」にそれぞれ強化し、SPF値を向上（SPF30 → SPF37）をしてリニューアル。カラーバリエーションは「ベージュオークル10」を廃止したことで5色から4色に整理した。
    - オバジCクリアフェイスパウダー - フェイスパウダー

  - ピーリングV10 エッセンス - 2007年4月に「トリプルピール10」として発売。洗顔後にコットンにつけて使用するふきとり美容液。2014年6月に「トリプルピール10」に配合されていたフィチン酸・乳酸・グリコール酸に加え、グルコン酸とクエン酸も配合。さらに、保湿成分として配合したEXO-T（ビブリオアルギノリチクス培養液）と水添レシチンによる「デイリーピール処方」を採用。内容量も「トリプルピール10」の2倍量にあたる180mlに増量してリニューアルされ、製品名が変更された。
  - ダーマパワーX - エイジングスペシャルケアライン。元々は美容液のみの単独製品だったが、2015年8月に保湿リップを追加して「ダーマパワーX」としてシリーズ化し、翌月には「ダークエラスティックX」として発売されていた高機能クリーム、目もと用クリーム、マスクを改名・リニューアルしてラインナップが統合された。
    - ステムリフトセラム - 2014年9月発売。ハリ美容液。2014年9月に「ダーマパワーX セラム」として発売。2017年9月にカプロオイルテトラペプチド-3とコラーゲンで構成された「ステムリフトコンプレックス」を配合してリニューアルし、改名された。
    - ステムシャープアイ - 目もとに使用する高機能アイクリーム。以前は「ダーマフォースアイ（2009年9月発売）」として発売していたが、「エラスプロ」をリフトクリームの約2倍配合し、「アイスペシャルコンプレックス（グルコン酸銅・グルコン酸亜鉛）」も配合するとともに、ジャー入りからチューブ入りに変更し「ダーマエラスティックX アイスペシャリスト」に改名。2015年9月に「ダーマパワーX リフトクリーム」同様、「エラスプロ」の配合量を2倍に増量し、高浸透技術「ディープターゲットデリバリー」を採用してリニューアルし「ダーマパワーX アイスペシャリスト」に再改名。2018年9月に「ダーマパワーX ステムリフトクリーム」同様、「ステムビルドコンプレックス」の配合によりリニューアルされ、再々改名された。
    - リップエッセンス - 2015年8月発売。ビタミンA誘導体（水添レチノール）、ヒアルロン酸（ヒアルロン酸Na）、プロテオグリカン、コラーゲン（加水分解コラーゲン）、エラスチン（加水分解エラスチン）を配合した「ななめカット」採用の保湿リップ。

- ケアセラ - 2014年9月に立ち上げた乾燥肌用ボディケア・乾燥唇用リップケアシリーズ。
  - 泡の高保湿ボディウォッシュ - 泡タイプのボディウォッシュ。ピュアフローラルの香りの通常品に加え、2015年9月に「フルーティーローズの香り」を、2018年9月に「ボタニカルガーデンの香り」を順次発売。2020年9月に化粧品の洗浄料では世界初となるうるおい成分「セラミドプラス（ジヒドロキシリグノセロイルフィトスフィンゴシン）」が配合され、つめかえ用の内容量を増量（350ml→385ml）してリニューアルされた。2023年1月に「フルーティーローズの香り」と「ボタニカルガーデンの香り」のポンプの製造が終了となり、つめかえ用のみの設定となった。
  - 高保湿リップクリーム - 2015年7月発売。2018年7月にパッケージデザインを変更するリニューアルが行われた。
  - AP フェイス&ボディ乳液 - 2017年8月発売。従来発売されていた「高保湿ボディ乳液」の後継製品で、化粧品では世界初となる醤油麹由来のセラミド成分ジヒドロキシリグノセロイルフィトスフィンゴシンを配合した「セラミドプラス」へ処方変更された。2023年9月にボトルタイプ2本分（400ml）の大容量ポンプとポンプ専用つめかえ用が追加発売され、ボトルタイプは外箱が省かれ、ボトル形状が変更された。

- デオコ - 女性向けニオイケアブランド。当初はボディソープのみの発売だったが、その後のアイテム追加により、複数のカテゴリーを横断するブランドに発展している。
  - 薬用ボディクレンズ【医薬部外品】 - 2018年3月発売。ボディソープ。つめかえ用も設定されており、つめかえ用のみ2019年2月にデザインが変更された。
  - ボディクレンズシート - ボディ用シート（アルコール含有）。2020年2月から一部店舗で限定発売されていたが、2021年2月にレギュラー品へ昇格される形で発売され、ロート製薬の製品情報サイトにも掲載されるようになった。
  - 薬用デオドラントロールオン【医薬部外品】 - 2019年2月発売。ロールオンタイプの制汗デオドラント剤。
  - 薬用デオドラントスティック【医薬部外品】 - 2019年2月発売。スティックタイプの制汗デオドラント剤（製造販売元：アンズコーポレーション）。
  - スカルプケアシャンプー - 2021年3月（ECサイトでは同年2月に先行）発売。
  - スカルプケアコンディショナー - 2021年3月（ECサイトでは同年2月に先行）発売。

- スキンアクア - 日やけ止めブランド。2011年2月のリニューアル時にメンソレータムから独立したブランドとなった。
  - スーパーモイスチャー - 以下のシリーズは2020年2月にリニューアルされ、包装をプラスチックカバー付台紙からパウチへ変更した（後述する「トーンアップUV エッセンス」は発売当初よりパウチ包装を採用）。
    - UVジェル（SPF50+/PA++++/UV耐水性★★） - 2014年2月発売。2015年2月のパッケージリニューアル時に大容量140gのポンプタイプを追加。2016年2月のリニューアル時にはPA値を最高レベルのPA++++に向上。また、ボトルタイプは内容量増量と希望小売価格の値下げ（本体価格 80g/1,100円 → 110g/1,000円）を行い、ポンプタイプも希望小売価格の値下げ（本体価格 1,300円 → 1,200円）を行った。2023年2月にリニューアルが行われ、UVカット成分のビスエチルヘキシルオキシフェノールメトキシフェニルトリアジンとシリカで構成された「光耐久カプセルNEO」と呼ばれる天然植物由来のカプセルが採用され、パッケージにUV耐水性が明記されるようになった。なお、改良に伴って希望小売価格が50円（税抜）値上げされた。
    - バリアUVジェル（SPF50+/PA++++/UV耐水性★★） - 2024年2月発売。
    - UVエッセンス（SPF50+/PA++++/UV耐水性★★） - 2015年2月発売。2016年2月のリニューアル時に希望小売価格が値下げ（本体価格 1,100円→1,000円）。2019年にパラベンフリー化する処方変更が行われ、販売名を変更（スキンアクアスーパーモイスチャーエッセンスa→スキンアクアスーパーモイスチャーエッセンスD）。2020年2月のリニューアルではパウチ包装への変更に加え、保湿成分として2種類のスキンケア成分（ソメイヨシノ葉エキス・ビルベリー葉エキス）を追加配合する処方変更も行われ、販売名も「スキンアクアスーパーモイスチャーエッセンスb」へ再度変更された。2023年2月にリニューアルが行われ、ジェルタイプ同様に「光耐久カプセルNEO」と呼ばれる天然植物由来のカプセルが採用され、パッケージにUV耐水性が明記されるようになった。
    - UVライトアップエッセンス（SPF50+/PA++++） - 2024年2月発売。
    - バリアUVエッセンス（SPF50+/PA++++/UV耐水性★★） - 2024年2月発売。
    - UVミスト（SPF50+/PA++++/UV耐水性★★） - 2024年2月に一部店舗（イオン、ウエルシアグループ、ドン・キホーテ）及び一部ECサイトで先行発売され、同年4月に本格発売された。

  - モイスチャージェル（SPF35/PA+++） - ジェルタイプ。2014年2月のリニューアル時にSPF値を向上（SPF32 → SPF35）した。2016年2月のリニューアル時にボトルタイプは内容量を増量（80g → 110g）。「スーパーモイスチャー」シリーズ同様に、2020年2月にパッケージデザインがリニューアルされ、パウチ包装に変更された。なお、以前はポンプタイプ（150g）やつめかえ用（ポンプサイズ専用）もラインナップされていたが、つめかえ用は2017年1月に、ポンプタイプは2018年1月に順次製造が終了されており、ボトルタイプのみとなる。2023年2月にパッケージデザインを変更するリニューアルが行われた。
  - ヒアルロンセラムUV（SPF50+/PA++++/UV耐水性★★） - 2025年1月発売。ジェルタイプ。本製品ではほかの「スキンアクア」シリーズとは異なり、キャップがワンタッチ式となる。
  - トーンアップUV - 2018年2月発売。カラーコントロール機能を付加したタイプ。スプレーはブルーとピンクを組み合わせた明るさ補正用のラベンダーカラーのみとなる。
    - エッセンス（SPF50+/PA++++/UV耐水性★★） - 2019年2月に光沢剤の「ストロボパール」を構成する成分の一つである合成金母雲を合成フルオロフロゴバイトに差し替え、パラベンフリー化する処方変更が行われ、販売名を変更（スキンアクアトーンアップUVエッセンス → スキンアクアトーンアップUVエッセンスD）。2020年2月のリニューアルにより「ラベンダー」の色名が付き（販売名もスキンアクアトーンアップUVエッセンスaに変更）、2019年に数量限定で発売されていたブルーとグリーンを組み合わせた赤み補正用の「ミントグリーン」を処方変更の上、通年製品に移行する形で追加発売。2022年2月には2021年に数量限定で発売されていたピンクとオレンジを組み合わせた血色感補正用の「ハピネスオーラ」も通年販売に移行する形で追加発売、2023年2月には2022年2月に数量限定で発売されていたホワイトとオレンジを組み合わせた色ムラ補正用の「ラテベージュ」も通年販売に移行する形で追加発売、2025年1月にブルーとホワイトを組み合わせた血色感抑え用の「はかなげブルー」を追加発売したことで5種展開となり、既存の4色はUV耐水性を明記してパッケージデザインが変更された。
    - スプレー（SPF50+/PA++++）

  - ナチュラルベールUVエッセンス（SPF50+/PA++++） - 2025年1月発売。紫外線吸収剤不使用のトーンアップタイプ。カラーは「ローズ」と「クリアホワイト」の2色。なお、本製品では外装袋が紙製となる。

- メラノCC Men - 「メラノCC」の派生ブランドとして2021年9月に立ち上げた、男性向けしみ対策ブランド。
  - 薬用しみ対策化粧水【医薬部外品】
  - 薬用しみ対策美白ジェル【医薬部外品】
  - 薬用しみ集中対策美容液【医薬部外品】

- デ・オウ - 2013年3月に立ち上げた男性向けデオドラントブランド。
  - 薬用プロテクトデオジャム【医薬部外品】 - 2015年2月発売。ジャー入りジェルタイプの薬用直塗り制汗剤。2022年2月にパッケージリニューアル。
  - リフレッシュシート - 2014年2月発売。顔・からだ用シート。2016年2月のリニューアル時に内容量を増量（18枚→22枚、42枚→48枚）。2018年2月のリニューアル時に機能性香料が追加配合され、シートを改良。2021年3月にパッケージデザインを変更してリニューアルされた。2022年1月に22枚の製造が終了し、48枚のみの設定。
  - 薬用クレンジングウォッシュ【医薬部外品】 - 薬用全身洗浄料。発売当初はキャップ内部に弁を備えた縦置きの「グリップフィットボトル」を採用したボトルタイプ（300ml）のみの設定だが、2013年8月につめかえ用を、2014年2月には大容量520ml入りのポンプタイプを順次追加発売した。2019年3月のリニューアル時に吸着剤として配合されている薬用炭をソニー（現:ソニーグループ）が開発した「トリポーラス」に変更。サイズラインナップも一部変更され、つめかえ用は内容量が増量（250ml→420ml）されてポンプタイプ専用となった。なお、「スマートボトル（従来のボトルタイプの内容量を300mlから150mlに減容・小型化）」は2020年1月をもって製造を終了。2021年3月にパッケージデザインを変更してリニューアルされ、ポンプは形状を変更して斜めのラインを配したデザインとなった。
  - 薬用クレンジングウォッシュ ノンメントール【医薬部外品】 - 2014年8月発売。2016年2月のリニューアル時にボトルタイプ（300ml）に替わってポンプタイプ（520ml）を発売した。「薬用クレンジングウォッシュ」同様、2019年3月のリニューアル時に吸着剤として配合されている薬用炭をソニー（現:ソニーグループ）が開発した「トリポーラス」に変更。つめかえ用は内容量が増量（250ml→420ml）されてポンプタイプ専用となった。2021年3月にパッケージデザインを変更してリニューアルされ、ポンプは形状を変更して斜めのラインを配したデザインとなった。
  - 薬用スカルプケアシャンプー【医薬部外品】 - 2014年8月発売。2016年8月のリニューアル時にボトルの色を従来の白から金に変更し、内容量を変更（本体:500ml→400ml、つめかえ用:400ml→320ml）。2019年春のリニューアル時に前述する「薬用クレンジングウォッシュ」同様、吸着剤として配合されている薬用炭をソニーが開発した「トリポーラス」に変更。2021年3月にパッケージデザインを変更してリニューアルされ、ポンプは形状を変更して斜めのラインを配したデザインとなった。
  - プレミアムリフレッシュシート - 2016年2月発売。顔・からだ用シート（個包装タイプ）。当初は10本入も設定されていたが、2018年9月に製造を終了し、1本の個包装のみが設定される。

- プロメディアル - 2003年から発売されている乾燥性敏感肌のためのスキンケアシリーズで、スキンケアからベースメイクまで幅広いラインナップとなっている。
  - 高保湿シリーズ
    - モイスチャーローションライトa - ライトタイプの高保湿化粧水。2013年9月にナノ化ミネラルヒアルロン酸（加水分解ヒアルロン酸亜鉛）を配合し、「モイスチャーローションライト（2008年10月発売）」からリニューアル。
    - モイスチャーローションa - しっとりタイプの高保湿化粧水。2013年9月にナノ化ミネラルヒアルロン酸（加水分解ヒアルロン酸亜鉛）を配合し、「モイスチャーローション（2008年10月発売）」からリニューアル。
    - エクストラモイストエッセンス - 2018年9月発売。高保湿美容液。
    - モイスチャーミルクa - 高保湿乳液。2013年9月にナノ化ミネラルヒアルロン酸（加水分解ヒアルロン酸亜鉛）を配合し、「モイスチャーミルク（2008年10月発売）」からリニューアル。
    - モイスチャライズクリームa - 高保湿クリーム。2013年9月にナノ化ミネラルヒアルロン酸（加水分解ヒアルロン酸亜鉛）を配合し、「モイスチャライズクリーム（2008年10月発売）」からリニューアル。
    - 高密着プレミアムヴェールマスク - ヒアルロン酸ナトリウムを配合した液を天然コットンベースの「やわらかシート」を採用したマスクにしみこませた立体タイプの高密着マスク。
    - エクストラモイストオイル - 美容液オイル。
    - モイスチャーミスト - 微粒子タイプのミスト。
    - あふれるうるおい実感セット - 2013年9月発売。高保湿化粧水・高保湿乳液・高保湿クリームの3点がセットになったトライアルキット。
    - トリートメントリップ - 2009年9月発売。リップ美容液。

  - 高保湿美白シリーズ
    - ホワイトモイスチャーローションライト【医薬部外品】 - 2015年3月発売。さっぱりタイプの高保湿美白化粧水。
    - ホワイトモイスチャーローションa【医薬部外品】 - しっとりタイプの高保湿美白化粧水。2015年3月に美白有効成分をアルブチンからトラネキサム酸に変更し、「ホワイトモイスチャーローション」からリニューアルした。
    - ホワイトモイスチャーミルクa【医薬部外品】 - 高保湿美白乳液。2015年3月に美白有効成分をアルブチンからトラネキサム酸に変更し、「ホワイトモイスチャーミルク」からリニューアルした。
    - ホワイトモイスチャライズジェルクリーム【医薬部外品】 - 2015年3月発売。高保湿美白ジェルクリーム。

  - エイジングケア（タイムストックII）シリーズ
    - タイムストックII パーフェクトパッククリーム - 美容パッククリーム。従来の「タイムストック パーフェクトクリーム」をリニューアルし、従来から配合されている低分子コラーゲンとグルコオリゴ糖（α-グルカンオリゴサッカリド）に加え、アマチャヅル葉エキス・ナノ化ヒアルロン酸（加水分解ヒアルロン酸）・「コラプラス（加水分解ダイズタンパク）」が配合された。
    - タイムストックII リンクルリフトショット【医薬部外品】 - 薬用シワ改善クリーム。従来の「タイムストックII パーフェクトリンクルクリーム」をリニューアルし、有効成分のナイアシンアミドを追加配合して医薬部外品へ移行された。

  - 洗浄シリーズ
    - クレンジングジェル - ジェルタイプのメイク落とし。
    - クレンジングミルクa - 乳液タイプのメイク落とし。メイク落ちと洗い上がりのしっとり感を向上して「クレンジングミルク」から改名。
    - ウォッシングクリーム - チューブ入りのクリームタイプ洗顔料。
    - ウォッシングケイク - 化粧石鹸。2011年3月にパッケージリニューアル。
    - ウォッシングフォーム - 泡洗顔料。2011年3月にパッケージリニューアル。
    - ソフトマッサージウォッシュ - 噴射剤として配合した二酸化炭素による濃密泡を用いた泡洗顔料。

  - UVシリーズ
    - UVプロテクトローション（SPF30/PA+++） - 顔用日やけ止めローション。
    - UVプロテクトエッセンスa（SPF50+/PA++++） - 顔用日やけ止めエッセンス。SPF値・PA値共に向上（SPF42/PA+++ → SPF50+/PA++++）し、「UVプロテクトエッセンス」から改名。
    - UVプロテクトミルク（SPF50+/PA+++） - 日やけ止めミルク。本品では顔に加えてからだにも使用可能である。

  - ベースメイク
    - メイクアップベースUV（SPF18/PA++） - 化粧下地。
    - トリートメントファンデーションUV リキッドa（SPF25/PA+++） - リキッドタイプのファンデーション。全4色で、専用スポンジが同梱される。2010年9月のリニューアル時にSPF値・PA値共に向上（SPF23/PA++ → SPF25/PA+++）され、容器デザインを変更。2021年にチューブ入りに変更し、製品名も変更された。
    - トリートメントファンデーションUV 2ウェイパウダー（SPF16/PA++） - パウダータイプのファンデーション（水あり・水なし両用タイプ）。全4色で、専用スポンジが同梱されているが、初回購入時には別売りの専用ケースが必要である。
    - トリートメントフェイスパウダー - フェイスパウダー。パウダーのみのレフィルも用意されている。

  - ボディ・ハンドケア
    - モイスチャーボディウォッシュ - 2016年9月発売。泡タイプのボディウォッシュ。つめかえ用も設定されている。
    - モイストオイルハンドクリーム

- ヘパソフト - ヘパリン類似物質を配合した治療薬と保湿ローションのブランド。元々「メンソレータム」のサブブランドとして発売されていたが、リニューアルと新製品の発売に伴い、「メンソレータム」から独立したブランドとなった。
  - プラス【第2類医薬品】 - クリームタイプの乾燥性皮膚用薬。50gチューブと85gジャーの2種類がある。2015年9月にパンテノールとクロタミトンを加えて処方強化され、「メンソレータム ヘパソフトクリーム（2013年9月発売）」から製品名が変更となった。2021年9月にパッケージデザインが変更され、6年ぶりに「メンソレータム」のナースマークが復活した。
  - 薬用顔ローション【医薬部外品】 - 顔用保湿ローション。50gと100gの2サイズ。2018年夏に白基調のパッケージデザインに変更された。

- ギュット コルセットヘアマスク - 2024年7月にECサイトで先行発売され、同年9月に店頭を含めて一般発売。トリートメントタイプの洗い流すヘアマスク。

- リグロEX5エナジー【第1類医薬品】 - 2020年10月発売。壮年性脱毛症における男性用発毛剤。「リグロEX5」の後継製品となっており、ミノキシジル5%に、パントテニールエチルエーテル、ピリドキシン塩酸塩、トコフェロール酢酸エステル、l-メントールを追加配合して複合処方化され、外箱やボトルのラベルが白基調となり、メーカー希望小売価格が「リグロEX5」から値下げされた（本体価格 7,000円 → 5,400円）。

### 取扱店限定品
- メラノCC
  - 集中対策マスク しっとり高保湿タイプ - 2018年9月発売。「集中対策マスク」の処方をベースに、スクワランとオリーブオイルが追加配合された処方。マツモトキヨシホールディングスのグループ店舗専売品（本製品ではパッケージにマツモトキヨシ専売品であることを示す「ONLY」マークが入っている）。
  - ディープケアUV乳液（SPF50+/PA++++/UV耐水性★★） - 2023年3月発売。マツキヨココカラ&カンパニーのグループ店舗及び主要ECサイトでの発売。

- オレゾ - 日やけ止めのブランド。元々は全業態で発売されていたが、2016年1月に「パーフェクトディフェンスUV」、「パーフェクトジェルUV」、「フェイスプロテクトUV」が一部業態向けに発売されていた「オレゾホワイト」へ統合する形で製造終了となり、2018年2月に「オレゾナチュラル」を含めた全製品がツルハホールディングス傘下のグループ店舗・ECサイト専売品へ移行され、パッケージデザインが変更された。
  - プレミアム デイファンクションUVミルク【医薬部外品】（SPF50+/PA++++） - 顔・からだ用ミルクタイプ。有効成分ナイアシンアミドが追加配合され、シワ改善効果も付与された製品。
  - プレミアム デイファンクションUVフェイスエッセンス【医薬部外品】（SPF50+/PA++++） - 顔用エッセンスタイプ。有効成分ナイアシンアミドが追加配合され、シワ改善効果も付与された製品。
  - ホワイト パーフェクトディフェンスUV（SPF50+/PA++++） - 顔・からだ用ミルクタイプ。専売品移行時に27ml入りが2018年1月で製造終了となり、50ml入りのみの設定となった。
  - ホワイト パーフェクトジェルUV（SPF50+/PA++++） - 顔・からだ用ジェルタイプ。
  - ホワイト パーフェクトスプレーUV（SPF50+/PA++++） - 2018年2月発売。顔・からだ用スプレータイプ。
  - ホワイト フェイスプロテクトUV（SPF50+/PA++++） - 顔用クリームタイプ。
  - ホワイト アフタークリアマスク【医薬部外品】 - トラネキサム酸を美白有効成分として配合した薬用美白マスク。数量限定品。
  - ナチュラル パーフェクトミルクUV（SPF50+/PA++++） - 2016年2月発売。顔・からだ用ミルクタイプ。ノンケミカル（紫外線吸収剤フリー）処方。
  - ナチュラル パーフェクトジェルUV（SPF35/PA+++） - 2016年2月発売。顔・からだ用ジェルタイプ。ノンケミカル（紫外線吸収剤フリー）処方。

- エピステーム - 2009年9月に立ち上げた機能性化粧品とサプリメントのブランド。発売当初は当社の化粧品で初めて百貨店限定で販売されていたが、2012年10月に当社が新たに立ち上げた直営のビューティーコーナー「ロートビューティーサイエンス（現・ロートビューティーヘルスサイエンス）」でも取り扱われるようになり、2013年12月からは「ロート通販オンラインショップ」での取り扱いが開始された。百貨店では伊勢丹新宿店、東武池袋店、髙島屋3店舗（大阪店・京都店・横浜店）、阪急うめだ本店、大丸福岡天神店の7店舗、オンラインショップは「ロート通販オンラインショップ」の他に、伊勢丹・東武・高島屋・阪急の各オンラインショップにも取り扱いがある。
  - ステムサイエンス
    - ステムサイエンスクレンジング - 2016年4月発売。使用後にふきとるタイプのクレンジングクリーム。洗い流しも可能。
    - ステムサイエンスウォッシュ - 2016年4月発売。リキッドタイプの洗顔料。
    - ステムサイエンスオイル - 2021年9月発売。整肌保湿成分のPQQ（ピロロキノリンジオントリカルボン酸2Na）をカプセル化して100%オイルベースに配合させた化粧液の前に使用する導入美容液オイル。
    - ステムサイエンスローションb - 2015年9月に「ステムサイエンスローション」として発売された化粧液。2018年9月にリニューアルされ、「ステムサイエンスローションa」へ改名。2022年9月に2度目のリニューアルを行い再改名された。
    - ステムサイエンスエマルジョンb - 2015年9月に「ステムサイエンスエマルジョン」として発売されたジャー入り乳液。2018年9月にリニューアルされ、「ステムサイエンスエマルジョンa」へ改名。2022年9月に2度目のリニューアルを行い再改名され、つけかえ用が新たに設定された。
    - ステムサイエンスリフトクリームb - 2015年9月に「ステムサイエンスリフトクリーム」として発売。2018年9月にリニューアルされ、「ステムサイエンスリフトクリームa」へ改名。。2022年9月に2度目のリニューアルを行い再改名され、つけかえ用が新たに設定された。
    - ステムサイエンスRXクリーム - 2021年11月発売。メーカー希望小売価格が55,000円（10％分の消費税込）と、2022年3月時点におけるロート製薬が発売する現行製品内で最高値の製品となる。
    - ステムサイエンスRXショット - 2017年9月発売。「ステムCM（加水分解幹細胞順化培養液）」を世界で初めて化粧品に保湿成分として配合した美容液。
    - ステムサイエンスCC（SPF31/PA+++） - 2017年2月発売。ハリ美容液・UVカット・化粧下地・ファンデーションの機能を一体化したCCクリーム。
    - ステムサイエンスCCパウダー - 2019年3月発売。

  - クリニサイエンス - スペシャルケアライン。
    - アイパーフェクトショットa - 目元用美容クリーム。以前発売されていた「アイコンセントレイトクリームa」の後継製品で、9gと18gの2サイズを設定する。2019年9月に「アイパーフェクトショット（2016年9月発売）」にアイ葉/茎エキスとキハダ樹皮エキスの2つの保湿成分で構成された「シナジーリフトコンプレックス」が配合され、18gの包装をジャーから9gと同じチューブに変更するリニューアルが行われ、製品名が変更された。
    - アイクリアエッセンス - 2020年9月発売。日中用目元用美容液。
    - パワライズ ラッシュセラム - 2017年4月発売。細筆タイプのまつ毛美容液。以前発売されていた「アイラッシュエッセンス」の後継製品。
    - パワライズ セラムマスカラ - 2017年10月発売。まつ毛美容液の成分が配合されたフィルムタイプのマスカラ。
    - ホワイトフォトレーザー【医薬部外品】 - 2020年2月発売。美白美容液。「ホワイトニングコンセントレイト」の後継製品で、27mlと50mlの2サイズを設定する。
    - ホワイトレーザーローション【医薬部外品】 - 2022年3月発売。薬用美白化粧液。
    - ホワイトレーザーゲル【医薬部外品】 - 2021年3月発売。ジャー入りの薬用美白ゲルクリーム。
    - ホワイトUVレーザー（SPF50+/PA++++） -　2023年3月発売。日焼け止めクリーム。以前発売されていた「ホワイトUVショット」の後継製品。
    - HQレーザークリア - 2016年2月発売。バーム状美容液（ハイドロキノン配合）。以前発売されていた「HQブライトコンセントレイトa」の後継製品。

  - ベーシックスキンケア/スペシャルケア
    - トリートメントクリアクレンジング - 2015年4月発売。洗い流すタイプのクレンジングクリーム。
    - トリートメントクリアウォッシュ - 2015年4月発売。クリームタイプの洗顔料。「モイスチュアウォッシングクリーム」の後継製品。
    - トリートメントクリアローション - 2013年2月発売。化粧液。従来発売されていた「トリートメントローション」の後継製品。「ステージ1」・「ステージ2」・「ステージ3」の3タイプがある。
    - デイモイスチュアエマルジョンa（SPF18/PA++） - 日中用美容乳液。2013年9月にウメ果実エキスとエーデルワイスエキスを組み合わせた「AGディープクリアコンプレックス」を新配合し、SPF値をアップ（SPF16 → SPF18）してリニューアルし、「デイモイスチュアエマルジョン」から改名した。
    - ナイトエフェクトエマルジョンa - ナイアシンアミドを配合した夜用美容乳液。「デイモイスチュアエマルジョンa」同様、2013年9月に「AGディープクリアコンプレックス」を新配合してリニューアルし、「ナイトエフェクトエマルジョン」から改名した。
    - ナイトコンセントレイトリペアクリーム - 2014年11月発売。夜用美容クリーム。従来発売されていた「ナイトコンセントレイトクリーム」の後継製品。
    - Cデュアルエナジーa - 製剤技術的な問題からこれまで外用剤への配合が難しかったPQQ（ピロロキノリンキノン）を世界で初めて外用剤への配合に成功。PQQ配合のピンクエッセンスと「AGディープクリアコンプレックス」・「コラプラス」配合のホワイトエッセンスの2種類が別々に封入されており、使う直前に2液が混ざって出てくる2液混合タイプの濃密美容液。2014年9月にカンゾウ葉エキスとヒメフウロエキスの2種類の保湿成分で構成される「リフトタイムコンプレックス」を新配合してリニューアルし、「Cデュアルエナジー（2011年9月発売）」から改名した。
    - コットン

  - パーツケア - 特定の部位への用途に特化したライン
    - リップエッセンス - 2013年6月発売。「ななめカット」を採用したリップ美容液。
    - スカルプエッセンスa【医薬部外品】 - 2014年3月発売。薬用育毛美容液。
    - タイトスキンセラム - 2018年4月発売。ボディ美容液。

- スキンアクア スーパーモイスチャーUVミルク（SPF50+/PA++++/UV耐水性★★） - 2017年2月に従来の「モイスチャーミルク（SPF50+/PA+++、2008年2月に「メンソレータム スキンアクア」の製品として発売）」のPA値を向上し、スーパーウォータープルーフ処方を採用してリニューアル・改名。2019年2月リニューアル時にボトルの色が金から水色に変更。2023年2月にパッケージデザインが変更され、UV耐水性が明記されるようになった。2025年1月に一般向けの製造が終了となり、翌月に外装のパッケージデザインを変更の上でコンビニエンスストア限定品へ移行した。

- LIFTER（リフター） - 2019年1月に立ち上げたスキンケアのブランド。サッポロドラッグストアーとの共同企画品で、同社が運営する「サツドラ」専売品となる。
  - モイストアップローション
  - モイストアップゲル

- わたしおもい - 2018年3月に立ち上げたクレンジングのブランド。店頭では、ロフト、ドン・キホーテ、バラエティショップでの発売となる。
  - ヒアルロンクレンジング化粧水
  - シルキークレンジングバーム

- ヘリオUV シールドスキンミルク（SPF50+/PA++++） - 紫外線吸収剤フリー（ノンケミカル処方）とした乳液タイプの日やけ止め。マツキヨココカラ&カンパニーのグループ店舗（マツモトキヨシ、ココカラファインなど）限定発売。

- DRX - 2005年から発売されている医療機関（主に美容クリニック）のみで扱う化粧品ブランド。
  - HQブライトニング - 美容液。
  - HQダブルブライトE - 2012年3月発売。クリーム。
  - AZAクリア - クリーム。
  - ADパーフェクトバリア フェイスミルク - 2007年10月発売。フェイス用保湿剤。
  - ADパーフェクトバリア ボディミルク - 2007年10月発売。ボディ用保湿剤。
  - VCコンセントレート15 - 2008年9月発売。高濃度ビタミンC配合美容液。
  - UVプロテクトミルクS（SPF50+/PA++++） - 2015年6月発売。日やけ止め乳液。
  - UVプロテクトミルクN（SPF30/PA+++） - 2015年2月発売。ノンケミカルタイプの日やけ止め乳液。
  - UVプロテクター（SPF50+/PA+++） - 2006年2月発売。日やけ止め乳液。
  - ECアイクリーム - 2015年9月発売。目もと用クリーム。
  - CPローション - 2009年11月発売。医療機関で使われている超音波導入用に開発された化粧水。一般向けの販売は行っていない。

### 通信販売限定品
- 古町糀製造所 糀肌 - 新潟県にある専門店「古町糀製造所」との共同開発で生まれたシリーズ。2019年9月にリニューアルされ、「せっけん」・「練りせっけん」・「けしょうすい」・「くりーむ」・「ひやけどめ」・「ぱふ」・「へあえっせんす」以外の製品はひらがな表記からカタカナ表記に改められた。
  - ミルククレンジング - 2016年6月発売。ミルククリームタイプ。
  - せっけん - 2013年9月発売。洗顔用化粧せっけん（泡立ちネット付）。2019年9月のリニューアルに伴ってパラベンフリー化された。
  - 練りせっけん - 2016年1月発売。チューブ入り練りせっけん。「せっけん」同様、2019年9月のリニューアルに伴ってパラベンフリー化された。
  - けしょうすい - 2014年4月発売。つめかえ用も設定されている。2019年9月のリニューアルに伴って防腐剤フリー化された。後にミニサイズの30mlが追加発売された。
  - くりーむ - 2012年9月発売。高保湿美容クリーム。2019年9月のリニューアルに伴って防腐剤フリー化され、50g入りはチューブからジャーに、85gジャーは内容量を88gに増量された。後に、一度終売していたミニサイズの20gチューブも追加された。
  - リフトクリーム - 目元・口元集中クリーム。
  - フェイスマスク - 美容液の成分を含ませたシートマスク。1枚入と5枚入（箱包装）の2容量が設定される。
  - お試しスキンケアセット - けしょうすいとくりーむのミニサイズ、リフトクリームのサシェット4回分をスライド式チャック付袋に封入したトライアルセット。旅行用も兼ねる。
  - ひやけどめ（SPF50+/PA++++） - 2015年3月発売。クリームタイプ。化粧下地としての使用も可能。
  - ファンデーション（SPF30/PA+++） - 2016年3月発売。クリームタイプのファンデーション。
  - パウダー - 2019年4月発売。フェイスパウダー。
  - ぱふ - 2019年4月発売。「糀肌パウダー」の交換用パフ。
  - ハンドクリーム - 2019年4月発売。
  - シャンプー - 2019年4月発売。2020年6月にリニューアル。内容量が増量（390ml→490ml）され、ポンプボトルから別売りのポンプを取り付け、同じく別売りのエコスタンドをセットして使用するパウチ容器に変更された（プラスチック量の削減につながるため、ロート製薬独自の環境マーク「Reco」マークが表記された）。
  - トリートメント - 2019年4月発売。2020年6月にリニューアル。内容量が増量（390ml→490ml）され、ポンプボトルから別売りのポンプを取り付け、同じく別売りのエコスタンドをセットして使用するパウチ容器に変更された（プラスチック量の削減につながるため、ロート製薬独自の環境マーク「Reco」マークが表記された）。
  - へあえっせんす - 2018年10月発売。
  - エコスタンド - 2020年6月発売。シャンプー・トリートメント・ボディソープの専用スタンド。繰り返しの使用が可能。
  - ポンプ - 2020年6月発売。シャンプー・トリートメント・ボディソープの専用ポンプ（一度使用したポンプを付け替えるときは、必ずポンプをよく洗い、水気を切る必要がある）。「シャンプー用」と「トリートメント・ボディソープ用」の2種類がある。

- SKIO（スキオ） - 2020年7月発売。スマートステップと緩衝材一体型の外装を採用したスキンケアブランド。「SKIOオンラインショップ」や「ロート製薬オンライン」、ECサイト限定発売となる。
  - VC ブーストジェルウォッシュ - 洗顔料
  - VC ホワイトピールセラム【医薬部外品】 - 化粧水の機能を兼ねた薬用美白美容液。瓶には75%リサイクルされたガラス瓶が使用されている。
  - VC ホワイトピールゲル【医薬部外品】 - 薬用美白美容ゲル
  - VB リンクルクリアセラム【医薬部外品】 - 薬用シワ改善美容液。瓶には75%リサイクルされたガラス瓶が使用されている。
  - VB リンクルクリアゲル - ハリ美容ゲル

- Auna（アウナ） - 2020年9月発売。緩衝材にブランドブックの機能を持たせ、製品自体の紙箱を無くす簡易包装を採用した美肌ブランド。「SKIO」同様、「ロート製薬オンライン」やECサイト限定発売となる。
  - マイルドホットクレンジングジェル - 全顔用メイク落とし用途のホットクレンジングにおいて日本初となる界面活性剤フリーとし、うるおい成分として配合した美容液を主成分とする温感ジェルタイプのメイク落とし。界面活性剤だけでなく、防腐剤（パラベン・フェノキシエタノール）、香料、着色料、鉱物油、アルコール、紫外線吸収剤、シリコン、サルフェートも無添加としている。

- アトレージュAD+ - 敏感肌向けスキンケアブランド。元々は関連会社のアンズコーポレーションの製品だったが、2021年12月に一部の製品を除く製造販売とサポートを継承。2022年3月をもって店頭販売を終了し、2021年11月から開始した「ロート製薬オンライン」での取り扱いへ完全移行した。
  - 薬用マイルドクレンジング【医薬部外品】
  - 薬用フェイスウォッシュL【医薬部外品】 - 液状タイプの洗顔料
  - 薬用スキントリートメント【医薬部外品】 - 化粧水
  - 薬用フェイスモイスト【医薬部外品】 - ナノ保潤乳液
  - 薬用フェイスクリーム【医薬部外品】
  - バリアベール - 保護クリーム
  - 薬用アクネスポッツa【医薬部外品】 - ニキビ対策美容液
  - 薬用モイスト&カーミングマスク【医薬部外品】
  - 薬用リップエリアa【医薬部外品】 - リップクリーム

- ケアセラAP フェイス&ボディクリーム - 2017年8月発売。従来発売されていた「高保湿ボディクリーム」の後継製品で、化粧品では世界初となる醤油麹由来のセラミド成分ジヒドロキシリグノセロイルフィトスフィンゴシンを配合した「セラミドプラス」へ処方変更。また、内容量を変更（100g → 70g）し、容器形状を「高保湿ボディクリーム」のジャーからチューブタイプに変更された。2021年秋より「ロート製薬オンライン」及び主要ECサイト（Amazon、Rakuten24、LOHACO）での取り扱いへ移行した。

- プロリー - 2024年9月発売。「ロート製薬オンライン」とECサイト限定発売。
  - モイストリペア トリートメントセラム - シャンプー後に週に2～3回使用するウォータータイプの美容液
  - モイストリペア シャンプー
  - モイストリペア トリートメント

- リグロEX5【第1類医薬品】 - 2018年11月発売。壮年性脱毛症における成人男性（20歳以上）を対象とした発毛剤。ミノキシジルを5%配合。容器はスリム形状でキャップを八角形とし、ヘッドは全体を使って広範囲への塗り込みを可能にするためやわらかタイプとしている。2020年10月にリニューアル。パッケージデザインが刷新され、外箱と容器ラベルを黒基調から白基調へ変更し、外箱をスリム化。メーカー希望小売価格を大幅値下げ（本体価格 7,000円 → 4,500円）し、店頭から製品リニューアルと同時に開設されたメーカー直販の「リグロ オンラインストア」での取扱に移行した。

- ラッシュリッチ まつ毛美容液 - MP-17（ミリストイルペンタペプチド-17）やコラプラス（加水分解ダイズタンパク）を含む8つの美容液成分（うるおい成分）を配合した細筆タイプのまつ毛美容液。本品は2011年8月に「ラッシュリッチ アイラッシュエクストラセラム」として発売され、2014年春に一度製造を終了していたが、2022年11月に処方改良及び製品名変更の上、約8年ぶりに復活発売された。なお、MP-17を配合したまつ毛美容液は日本国内ではロート製薬のみが製造可能な権利を有する。

### 製造終了品
メンソレータム、肌ラボ、OXYの製造終了品については各記事を参照。
- ロートキュアラ
  - アイエリアジェル - 1999年3月に目薬「ロートキュアラ」と同時に発売され、目薬ではケアできないアイエリアの肌をすこやかに整える製品として発売されていた。
  - 薬用コンシーラー【医薬部外品】 - 2000年4月に目薬「ロートキュアラS」と同時に発売され、コンシーラーの機能に加え、ホワイトパール成分やビタミンE誘導体とグリチルレチン酸ステアリルも配合した多機能コンシーラーとして発売されていた。
- ナチュラルサイクル - ファミリーマート限定で発売された化粧品シリーズ。2009年春からは主力スキンケア製品の一つである「肌ラボ」へ継承された（同時にコンビニ向けサイズを発売し、主要コンビニでの販売を開始）。
- オバジ
  - プレローション - ムクロジエキス・ブドウ種子エキスを配合したプレ使用化粧水。
  - K
  - K+ - カイネチンやグルコサミン等を配合した美容液。「オバジK」の改良品であった。
  - パーフェクトリフトAA
  - デイコンプリート（SPF32/PA++） - UVケア美容液。
  - プラチナイズド マスクW - 整肌成分を含ませたローションをシートにしみこませた艶肌マスクコンセントレート。
  - アクティブサージ プラチナイズド - ベーシックスキンケアシリーズ。2006年にスペシャルケアアイテムとして「プラチナイズド」を立ち上げ、2008年9月のリニューアル時には乳液「プラチナイズド エマルジョンW」を追加発売。2013年9月に化粧水と乳液を刷新するとともに、マスクを廃止する代わりにメイク落とし・泡洗顔料・UV美容乳液の3点を加えた。2019年9月製造終了。
    - クリームクレンジング - クリームタイプのメイク落とし
    - ムースウォッシュ - 噴射剤として二酸化炭素を配合した泡洗顔料
    - ローション - 化粧水
    - ミルク - 美容乳液。シリーズにおけるメイン製品であり、容器は「プラチナイズド エマルジョンW」のボトルタイプからジャータイプに変更した。
    - UV美容乳液（SPF37/PA+++） - UVカット・乳液・美容液・化粧下地の4つの機能を持つ日やけ止め乳液。

  - スキンサイクラー - 肌再生理論に基づいたスキンケアシリーズ。
    - イニシャライズウォッシュ(1) - 清浄洗顔料。
    - セトルローション(2) - 拭き取り専用の整肌化粧水。
    - アンバインドエッセンス(3) - フィチン酸を配合した肌軟化美容液。
    - モビライズマスク(3α) - 肌軟化泥マスク。週に1〜2回使用するスペシャルケア。
    - ワークダンエッセンス(4) - 肌安定化美容液。
    - プロテクトTN(5)（SPF29/PA+++） - 肌色タイプの紫外線防御乳液。
    - モイスチャーリッチローション - ヒアルロン酸Naと植物由来の保湿成分を配合したオイルフリーの化粧水。
    - エモリエントキープクリーム - グリチルレチン酸ステアリルとビタミンE誘導体を配合した保湿クリーム。
    - 2スキンサイクルボックス - 「プロテクトTN」を除く7アイテムが入ったスターターキット。

  - アクティブベース UV乳液（SPF50+/PA++++） - 乳液と化粧下地の機能も兼ねる日やけ止め乳乳液。
  - アクティブベース PQエッセンス - 整肌保湿成分PQQ（ピロロキノリンキノン）を配合した美容液。
  - ダーマパワーX コンセントレイトマスク - シートマスクでは珍しいクリームタイプで、上下セパレート型となっていた。当初は「ダーマエラスティックX コンセントレイトマスク（2012年9月発売）」として発売していたが、2015年9月にパッケージリニューアルして改名された。
  - ピーリングV10 クレイマスク - エッセンスと同じ5種類の酸に加えて沖縄県産の天然クレイ（海シルト）を配合した洗い流すタイプのマスク。週に1〜2回使用するスペシャルケア。2020年9月製造終了。
  - HQ ブライトニングナイトセラム - 夜用美容液。2020年9月製造終了。
- 役草堂 - 7つの和草エキスを配合したスキンケアシリーズ。
- いろはだ - ビタミンB12（シアノコバラミン）を整肌保湿成分として配合されたフェイスケアブランド。当初は「化粧水 しっとり」、「化粧水 もっとしっとり」、「美容乳液」の3種類が発売され、2017年3月にUV美容乳液「トーンコンディショナーUV（SPF50+/PA++++）」とチャック付袋入りのシートマスク「赤のトリートメントマスク」が追加発売されていたが、2019年1月をもって全製品の製造が終了となり、ブランドを終息した。
- ベビーナース【医薬部外品】 - メンソレータムが開発した低刺激性トータルスキンケアシリーズ。
- シーソルトバス - 海塩をベースにフーカスエキスや海洋深層水ミネラル濃縮液を配合した半身浴用入浴剤。
- ママはぐ - 2008年3月発売。「ママが子供をHugする」がブランド名の由来。日やけ止め（ミルク・ミルクα・ジェル）、ハンドソープ（泡タイプ、携帯 ゼリータイプ）、手指用消毒液（消毒ジェル、薬用ふわピカ消毒液）が発売されたが、携帯ハンドソープ ゼリータイプや手指用消毒液は2013年秋に、日やけ止めミルクαと日やけ止めジェルは2021年1月に順次製造終了となり、最後まで販売を継続していた「日やけ止めミルク」も2024年1月に製造を終了をしたことでブランド終息となった。
- バスパス ボディオイル - お風呂上りに使用する濡れ肌用ボディオイル。2010年に製造終了。
- DRX
  - デルタブライトニング - デルタトコフェノール配合クリーム
  - AFCメディリペア - アセチルファルネシルシステインを配合した肌沈静化乳液。「モイスフュージョン」技術を採用。
- オレゾ
  - ホワイト マイルドディフェンスUV（SPF30/PA+++） - 元々は「マイルドディフェンスUV」として発売されていたが、2016年1月に製造終了し、一部業態向けに発売されていた「オレゾホワイト」へ統合されていた。2018年1月に製造を終了し、ツルハグループ専売品へ移行した「ナチュラル パーフェクトミルクUV」へ統合された。
  - ディープクリアローション - スーパーヒアルロン酸（アセチルヒアルロン酸Na）を配合した化粧水。販売店限定品。
  - ディープクリアエマルジョン - 乳液。販売店限定品。
  - ディープクリアエッセンス【医薬部外品】 - ビタミンC誘導体配合の夜用美容液。2014年春製造終了。
  - プレUVベースコート - 日やけ止めの前に使用する乳液タイプのベースコート。2014年春製造終了。
- スキンアクア
  - 美肌ミルク（SPF50+/PA+++） - ティントタイプの顔用。
  - さらさらジェル（SPF32/PA+++） - パウダー入りジェルタイプ。
  - さらさらミルク（SPF50+/PA+++） - 乳液タイプ。
  - さらさらエッセンス（SPF50+/PA+++） - ジェルタイプ。「スキンアクア サラフィットUV さらさらエッセンス 無香料」へ継承。
  - 美白ミルク【医薬部外品】（SPF50+/PA+++） - 2009年2月発売。顔用ミルクタイプ。2014年春製造終了。
  - モイスチャーミルク<美白>【医薬部外品】（SPF50+/PA+++） - 2016年1月製造終了。
  - スーパーモイスチャージェルゴールド（SPF50+/PA++++） - 2020年2月発売。「ブロックベール処方」と呼ばれる独自処方を用いた高密着ミルクタイプ。「スーパーモイスチャーバリアUVジェル」の発売に伴い、2024年1月製造終了。
  - スーパーモイスチャーエッセンスゴールド（SPF50+/PA++++） - 2021年2月発売。「ブロックベール処方」を採用したエッセンスタイプ。「スーパーモイスチャーバリアUVエッセンス」の発売に伴い、2024年1月製造終了。
  - マイルドジェル（SPF30/PA+++） - 元々はアルコールフリー設計のミルクタイプ「マイルドミルク」として発売されていたが、2016年2月にジェルタイプに処方変更して製品名が変更されるとともに、SPF値・PA値共に向上（SPF24/PA++ → SPF30/PA+++）。内容量を増量（80g → 110g）した。2017年2月にパッケージリニューアルされたが、2018年9月をもって製造終了となった。
  - サラフィットUV さらさらミルク（SPF50+/PA++++） - 2017年1月製造終了。
  - サラフィットUV さらさらエッセンス（SPF50+/PA++++） - 2014年2月発売。「無香料」と「アクアフローラルの香り」の2種類。2016年2月に処方変更され、内容量が増量された（50g → 80g）。2019年10月製造終了。
  - サラフィットUV さらさらスプレー（SPF50+/PA++++） - スプレータイプ。元々は「さらさらUVシャワー（2013年2月発売）」として発売されていたが、2014年2月のリニューアル時に「サラフィットUV」シリーズへ移行して「サラフィットUV さらさらUVシャワー」に改名し、2015年2月のリニューアル時にはPA値を最高レベルのPA++++に引き上げ、再度製品名を変更。2016年2月にパッケージリニューアルされた。「アクアフローラルの香り」は2019年1月、「無香料」は同年10月をもって順次製造終了となった。
  - リップケアUV（SPF22/PA++） - 2013年2月発売。リップクリームタイプの唇用。2016年2月にパッケージリニューアルされたが、2019年10月をもって製造終了となった。
  - ウォーターマジックUVオイル（SPF50+/PA++++） - 2018年3月発売。オイルタイプ。2020年1月製造終了。
  - ウォーターマジックUV（SPF50+/PA++++） - 2017年2月発売。オイル入りスプレータイプ。2021年8月製造終了。
  - パーフェクトUVスティック（SPF50+/PA++++） - 2018年2月発売。スティックタイプ。2020年1月製造終了。
  - スーパーモイスチャーミルクピンク（SPF50+/PA++++） - 2019年2月発売。「スーパーモイスチャーミルク」に光沢剤として微細パール（マイカ、タルク、酸化チタン、酸化スズ）を追加配合したピンクカラーの明るさ補正タイプ。2022年1月製造終了。
  - トーンアップUVミルク（SPF50+/PA++++） - 2020年2月発売。2022年1月製造終了。
  - ネクスタ トーンアップセラムUVエッセンス（SPF50+/PA++++/UV耐水性★★） - 2023年2月発売。紫外線吸収剤不使用（ノンケミカル処方）としたローズカラーのトーンアップタイプ。2023年5月で製造終了となり、わずか3ヶ月での終売となった。
  - ネクスタ シールドセラムUVミルク（SPF50+/PA++++） - 2022年2月発売。2024年1月製造終了。
  - ネクスタ シールドセラムUVエッセンス（SPF50+/PA++++） - 2022年2月発売。2025年1月製造終了。
- 50の恵
  - フォーム洗顔 - メイク落とし洗顔料。元々は「養潤洗顔」の製品名で発売されていたが、2014年3月のリニューアル時に改名した。2016年3月製造終了。
  - 泡洗顔 - 噴射剤として炭酸ガス（二酸化炭素）を配合した泡タイプの洗顔料。2016年3月製造終了。
  - オイルin養潤液 - 化粧水・美容液・乳液・クリーム・パックの5つの機能を一つにしたオイル配合オールインワン型美容液。「養潤液プレミアム」の発売に伴い、2021年8月製造終了。
  - つや肌クリーム - 美容液・クリーム・パックの機能を一体化した桃色の保湿クリーム。2020年9月製造終了。
  - オイルin復元ゼリー - 5種類の美容オイル（スクワラン、オリーブ果実油、ツバキ油、ローズヒップ油、シア脂油）にプラセンタエキス、オウバクエキス（キハダ樹皮エキス）、ビタミンB12（シアノコバラミン）などを配合した、使用しても元の状態に戻る特徴があるジェリー。2023年1月製造終了。
  - 養潤ホワイトマスク - 100%天然コットンシートに50種類のうるおい成分を含ませたフェイスマスク。ボックスタイプで20枚入りの大容量としている。2016年3月製造終了。
  - 養潤ファンデーション（SPF23/PA++） - 美容液・ファンデーション・化粧下地・UVカットの4つの機能を備えたリキッドタイプのファンデーション。「明るい肌色」・「自然な肌色」・「落ちつく肌色」の3色。「養潤BBクリーム」の発売に伴い製造終了。
  - 薬用ホワイトBBファンデーション（SPF32/PA+++）【医薬部外品】 - 美容液・クリーム・化粧下地・ファンデーション・コンシーラー・UVカットの6つの機能を備えた薬用クリームファンデーション。「明るい肌色」と「自然な肌色」の2色。2016年8月に「養潤BBクリーム（2012年9月発売）」に美白有効成分のビタミンC誘導体（L-アスコルビン酸2-グルコシド）が追加配合され、医薬部外品に移行してリニューアル・改名された。2022年1月製造終了。
  - CCリップ - 美容液・保湿リップクリーム・リップペンシル・口紅下地・口紅・グロスの6つの機能を備えたクレヨン型リップ。カラーはローズレッドとローズピンクの2色。2019年1月製造終了。
  - 髪ふんわりボリュームシャンプー 脂性頭皮用 - 「髪ふんわりボリュームシャンプー」に清涼化剤のミント成分（メントール）を配合したシャンプー。発売当初は「頭皮の養潤シャンプー リフレッシュハーブの香り」の製品名で発売されていたが、2014年3月のリニューアル時に改名した。「髪と頭皮の養潤シャンプー」へ集約のため製造終了。
  - 髪ふんわりボリュームトリートメント 脂性頭皮用 - 「髪ふんわりボリュームトリートメント」に清涼化剤のミント成分（メントール）を加えた洗い流すタイプのトリートメント。発売当初は「頭皮の養潤トリートメント リフレッシュハーブの香り」の製品名で発売されていたが、2014年3月のリニューアル時に改名した。「髪と頭皮の養潤トリートメント」へ集約のため製造終了。
  - 髪色つづくカラーケアシャンプー - 白髪染めやカラーリングした髪用のリンスインシャンプー。2022年7月製造終了。
  - 髪ふんわりボリューム頭皮ケアエッセンス【医薬部外品】 - 3種類の有効成分（センブリエキス・トコフェロール酢酸エステル・グリチルリチン酸2K）を配合したトリガースプレータイプの薬用エッセンス。発売当初は「頭皮の集中養潤液」の製品名で発売されていたが、2012年3月のリニューアル時に医薬部外品に移行し、「薬用頭皮の集中養潤液」に改名。2014年3月にリニューアル時に再改名された。
  - 髪ふんわりボリューム泡の育毛剤【医薬部外品】 - 泡タイプの女性用育毛剤。2020年3月製造終了。
  - お出かけ前の白髪かくし - くし型マーカータイプの白髪用染毛料。ブラックとライトブラウンは2021年8月、ダークブラウンも2022年1月に順次製造を終了した。
- メラノCC
  - 酵素ムース泡洗顔 - 2020年3月製造終了。
  - 薬用しみ対策美白ミスト化粧水【医薬部外品】 - 2020年1月製造終了。
  - 薬用しみ緊急対策マスク【医薬部外品】 - 活性型ビタミンC配合のシートマスク。
- プロメディアル
  - クレンジングリキッド - ウォーターベース処方を採用したリキッドタイプのメイク落とし。
  - タイムストック パーフェクトリフトジェル - Wの低分子成分（低分子コラーゲン+低分子大豆ペプチド）とWのオリゴ糖（グルコオリゴ糖+キシロオリゴ糖）を配合したジェル状美容液。
  - タイムストックII パーフェクトリンクルクリーム - 目もと・口もと用パッククリーム。「タイムストックII リンクルリフトショット」の発売に伴い、製造終了。
  - シルクホワイトニングジェル【医薬部外品】 - 美白有効成分アルブチンを配合した保湿美白ジェル。2015年1月製造終了。
- すっぴん凛 - アイクリーム「夜美容アイクリーム」、ティントタイプのコンシーラー「美容液コンシーラー」、1枚バラ包装のフェイスマスク「濃密集中美容液マスク」の3種類が発売されていた。2013年秋に全製品の製造を終了し、ブランドを終息した。
- 雪ごこち - フェイスケアシリーズ。薬用化粧水「美白クリア化粧水【医薬部外品】」、乳液「クリア乳液」、薬用ジェル状美容液「美白クリアジェル【医薬部外品】」の3種類が発売されていた。2015年6月に「美白クリアジェル」、同年8月に「美白クリア化粧水（本体）」、2016年1月に「美白クリア化粧水（つめかえ用・しっとりタイプ 本体/つめかえ用）」と「クリア乳液」が順次製造となり、ブランドを終息。化粧水と乳液は「肌ラボ 白潤プレミアム」へ実質移行された。
- mesiru
  - アイスキンケアクリーム - まぶた・まつ毛用美容クリーム。2020年7月製造終了。
  - アイスキンケアミスト - 2018年9月発売。ミストタイプのまつ毛美容液。2020年7月製造終了。
- 白茶爽
  - 白茶冷やし泡ムース洗顔 - 「白茶爽 白茶泡ムース洗顔」のクールタイプ。2015年秋製造終了。
  - 白茶洗顔石鹸 - 固形タイプの洗顔石鹸。泡立てネット付。2019年1月製造終了。
  - 白茶泡ムース洗顔 - 2012年9月発売。スプレー缶入りの泡タイプ。2019年1月製造終了。
- 蜜まめ 合わせ化粧水 - 化粧水層とクリーム層の2層式でよく振ってから使用する。発売当初は2層の比率が異なる「さっぱり」と「しっとり」の2タイプを用意していたが、2013年9月に「とてもしっとり」を追加した。「さっぱり」は2015年2月に、「しっとり」・「とてもしっとり」は2016年1月に順次製造を終了し、ブランドを終息した。
- セバメド - ドイツ生まれの弱酸性（ph5.5）スキンケアブランド。洗浄料が中心だが、保湿アイテムや日やけ止めも発売されていた。2020年7月にUVマイルドミルク、2021年11月にモイスチャーローションとUVプロテクトクリームの製造を順次終了し、2022年3月に残りの全アイテム（ウォッシングバー・フェイス&ボディウォッシュ(200ml入りは2020年6月に製造終了)・フェイスウォッシュ・エクストラマイルドシャンプー・エクストラリッチコンディショナー・モイスチャーウォーター・モイスチャークリーム・クレンジングジェル）の製造を終了し、ブランドを終息した。
- ベビーセバメド - 「セバメド」のベビー向け派生ブランド。2018年1月にモイスチャーオイル、2019年7月にエクストラマイルドシャンプー（レギュラーサイズ(150ml)は先行で2016年12月製造終了）、2020年7月にUVミルク、同年12月にモイスチャーリップクリーム、2021年10月にフェイス&ボディウォッシュフォームが順次製造終了となり、2022年3月に残りの全アイテム（ウォッシングバー・フェイス&ボディウォッシュ(200ml入りのレギュラーサイズは先行で2017年7月製造終了)・モイスチャーローション・モイスチャーミルク）の製造を終了し、ブランドを終息した。
- ケアセラ
  - 高保湿ボディ乳液 - ボディ用乳液。「ケアセラAP フェイス&ボディ乳液」発売に伴い、2017年7月製造終了。
  - 高保湿ボディクリーム - ボディ用クリーム。「ケアセラAP フェイス&ボディクリーム」発売に伴い、2017年7月製造終了。
  - 高保湿スキンバーム - 2020年8月製造終了。
  - ベビー フェイス&ボディ乳液 - 2023年7月製造終了。
  - ベビー スキンケアシート - 顔・からだ用シート。2018年1月製造終了。
  - ベビー 高保湿リップジェリー - 2021年1月製造終了。
  - ベビー 泡の高保湿ボディウォッシュ - 2025年1月製造終了。
- デオボール - 直塗りタイプのボール型制汗剤。パッケージに「メンソレータムリフレア」のロゴはあるものの、同ブランド派生の独立製品として扱われていた。発売当初はピンクの容器の「ブルームローズの香り」、イエローの容器の「シトラスソルベの香り」、スカイブルーの容器の「フローラルソープの香り」の3種類が発売され、2015年2月にラベンダーの容器の「スイートムスクの香り」、2017年2月にはベージュとイエローのツートーンカラーの容器でほんのり色づきタイプの「CC ブライトアップベージュ」が発売された。2019年7月に「シトラスソルベの香り」の製造を終了し、2020年1月に残りの製品もすべて製造終了となった。
- Chu Lip（チューリップ） - ドーム型容器とした球状のリップクリーム。当社製のリップクリームはこれまで製品名に「メンソレータム」を冠して発売してきたが、本品は製品名に「メンソレータム」を冠さずに独立ブランドで発売されていた。フレーバータイプの一部（4種類）が2016年6月に製造終了となり、フレーバータイプの残り2種類と色付きタイプ3種類も2018年4月に製造終了となった。
- リップザカラー - 色つきリップ。本品は「Chu Lip」同様、製品名に「メンソレータム」を冠さずに発売されていた。フォギーローズは2022年7月、ジュールレッドは同年11月、キャメルブラウンとテラコッタオレンジは2023年1月、ピンクコーラルとプレシャスレッドは同年6月に順次製造終了となった。同年7月に「メンソレータム」ブランドで発売された「フラッシュティントリップ」が実質的な後継製品となる。
- スガオ（SUGAO） - 2014年3月に立ち上げた当社初のメイクブランド。CCクリームを軸に、一時期はアイカラー（スフレ感アイカラー）、カラーコントロール化粧下地（シルク感カラーベース）、フェイスパウダー（シフォン感パウダー）、チーク（スフレ感チーク）、リップカラー（ジュレ感シアーリップティント）が発売されていた。2021年3月に「スノーホイップクリーム」と「スフレ感CCクリーム（旧:Air Fit CCクリーム→エアーフィット CCクリーム スムース）」の2種に集約の上刷新されたが、2022年2月に全製品の製造が終了され、ブランド終息となった。
- エピステーム
  - ナイトコンセントレイトクリーム - 夜用美容クリーム。モイストタイプの「ナイトコンセントレイトクリームM」も設定されていた。「ナイトコンセントレイトリペアクリーム」へ継承の為、2014年10月製造終了。
  - ホワイトニングトリートメント【医薬部外品】 - 美白美容液。「ホワイトニングコンセントレイト」へ継承のため、2015年2月製造終了。
  - ホワイトニングコンセントレイト【医薬部外品】 - 2015年2月発売。美白美容液。従来発売されていた「ホワイトニングトリートメント」の後継製品。「ホワイトフォトレーザー」の発売に伴い、2020年2月製造終了。
  - インテンシブホワイトセラム【医薬部外品】 - クリーム状美白美容液。
  - トリートメントクレンジングジェルオイル - 洗い流すタイプのジェル状オイルメイク落とし。「トリートメントクリアクレンジング」へ継承のため、2015年4月製造終了。
  - トリートメントクレンジングクリーム - 拭き取りタイプのメイク落としクリーム。2015年4月製造終了。2016年4月に発売された「ステムサイエンスクレンジング」が実質的な後継製品となる。
  - モイスチュアウォッシングクリーム - クリームタイプの洗顔料。「トリートメントクリアウォッシュ」へ継承のため、2015年4月製造終了。
  - モイスチュアウォッシングミルク - ミルクタイプの洗顔料。2015年4月製造終了。
  - ブーストエッセンス - 促進美容液。
  - トリートメントマッサージクリーム - マッサージクリーム。
  - リファインエッセンス - ふき取り美容液。
  - Cインチャージブースター - PQQ（ピロロキノリンキノン）を配合した美容液。
  - コンセントレイトマスク - 上下セパレートタイプの美容マスク。週に1〜2回使用するスペシャルケア。
  - HQブライトコンセントレイトa - 独自技術によりハイドロキノンのバーム状（軟膏状）化に成功。アスコルビン酸、トコフェノール、ツボクサエキス等を配合した夜用集中美容液。当初は「HQブライトコンセントレイト」として発売していたが、2012年2月にストレッチポリマー主体の基剤に変更してリニューアルし製品名を変更した。「HQレーザークリア」の発売に伴い、2016年2月製造終了。
  - アイコンセントレイトクリームa - 目もと用美容クリーム。2013年9月に前述の「オバジ アクティブサージ プラチナイズド」シリーズにも配合されている「コラーゲンEX（加水分解コラーゲン、加水分解ダイズタンパク（コラネット、コラプラス））」や「AGディープクリアコンプレックス」を配合してリニューアルし、「アイコンセントレイトクリーム」から商品名を変更した。2015年3月には、チューブ入りのミニサイズ（9g）を追加発売した。「クリニサイエンス」のシリーズ品である「アイパーフェクトショット」の発売に伴い、2016年8月製造終了。
  - UVディフェンダーa（SPF50+/PA++++） - 日やけ止めクリーム。SPF値・PA値を共に向上（SPF30/PA++ → SPF50+/PA++++）し、「UVディフェンダー」から改名した。
  - ホワイトUVショット（SPF50+/PA++++） - 顔用日やけ止め。「ホワイトUVレーザー」の発売に伴い、2023年3月製造終了。
  - ステムサイエンスRXマスク - 「ステムサイエンスRXショット」と同じ「ステムCM」配合のクリームとゲル状マスクがセットになった2ステップ方式の集中マスクトリートメント。
  - アイラッシュエッセンス - まつ毛の生え際に塗布する細筆タイプのまつ毛美容液。以前一般向けに発売されていた「ラッシュリッチ アイラッシュエクストラセラム」同様に、アイケアメーカーならではの技術で製剤の安全性も確認済である。「クリニサイエンス」のシリーズ品である「パワライズラッシュセラム」の発売に伴い、2017年4月製造終了。
  - トリートメントクリアベース（SPF22/PA+++） - 化粧下地。
  - トリートメントクリアファンデーション（SPF28/PA+++） - クリームタイプのファンデーション。
  - トリートメントクリアパウダー（SPF22/PA+++） - ラベンダーカラーのフェイスパウダー。
  - エンリッチドネイルクリーム
  - リペアエッセンスハンドクリーム
- ミストスパ - ミスト化粧水。「クールフィール」と「リフレッシュフィール」の2種類。PLAZA、LOFT、東急ハンズ等の一部店舗で発売されていた。
- ヘパリペア【第2類医薬品】 - ヘパリン類似物質とビタミンA油（パルミチン酸レチノール）を配合した乳液タイプの乾燥性皮膚用薬。カウンセリング対応が可能な店舗でのみの販売であった。2021年9月製造終了。
- デオコ
  - ボディクレンズ石けん - 固形石けん。本品には薬用成分が配合されていないため、化粧品の扱いとなる。2023年7月製造終了。
  - 薬用デオドラントスプレー【医薬部外品】 - エアゾールタイプの制汗・デオドラント剤。期間限定での発売であった。
- デ・オウ
  - 薬用プロテクトジェルローション【医薬部外品】 - ジェルタイプの薬用全身化粧水。2015年製造終了。
  - 薬用プロテクトデオボール【医薬部外品】 - ボール型の直塗り制汗剤。既存の「デオボール」の男性向け製品でもあった。2019年7月製造終了。
  - 薬用プロテクトデオドラントロールオン【医薬部外品】 - ロールオンタイプの直塗り制汗剤。2018年2月に「無香性」が追加発売され、既存品は「シトラスハーブの香り」の香調名がつき、パッケージリニューアルされた。2022年2月のリニューアル時に処方改良を行うとともに、容器形状を変更し、大型のPOPシールを容器に直接貼り付けることで外装が省かれ、包装が簡素化された。2025年1月製造終了。
  - プロテクトデオシャワー マイルドタイプ - シャワータイプのボディローションで、メントール無配合タイプ。2022年1月製造終了。
  - プロテクトデオシャワー - シャワータイプのボディローション（ロック機構付）。2022年2月にパッケージデザインを変更してリニューアルされたが、2025年1月製造を終了した。
  - フェイスウォッシュ - チューブ入りの洗顔料。2023年1月製造終了。
  - 薬用スカルプケアコンディショナー【医薬部外品】 - 2021年3月にパッケージデザインを変更してリニューアルされ、ポンプは形状を変更して斜めのラインを配したデザインとなった。2025年1月製造終了。
- リグロ シャンプー【医薬部外品】 - 2019年5月発売。一部のドラッグストアや「ロート製薬オンライン」での取り扱いであった。2023年8月製造終了。
- ディーナ - 最上級化粧品ブランド。通信販売限定品だが、一時期2007年8月にそごう心斎橋本店にてカウンターをオープンし、店頭販売を行っていたが、2009年8月末で同店は閉店している。
- 糀肌 濃厚くりーむ - 化粧水やクリームの後に使用する保湿クリーム。2019年9月のリニューアルに伴って「くりーむ」へ統合のため終売。
- FRUiTiO（フルーティオ） - 果実エキス配合のブランド。通信販売限定品。
- アクネロジー【医薬部外品】 - 「コンディショニング泡洗顔」・「ピーリング化粧液」・「ビタミンC美容液」・「メンテナンス乳液」の4ステップで構成されたニキビ予防システム。通信販売限定品。

## 食品・サプリメント
- ロートV5a【機能性表示食品】 - 2015年6月に「ロートV5粒」として発売。ソフトカプセルタイプのサプリメント。30粒入りで、外箱の中にチャック付パウチ袋が入った包装を採用している。2022年秋に安定配合させるために採用された「クリアサステイナブル製法」によりビタミンAとビタミンB12を追加配合する処方改良を行い、リニューアルされた。
- ヘリオホワイト - 2018年3月発売。タブレットタイプの美容サプリメント（「ファーンブロック(シダ植物エキス由来成分)」含有）。日東薬品工業とスペインのカンタブリアラボ社と共同開発された製品で、同様の製品では初の日本国内製造品となる。当初はPTP包装の24粒入りのみだったが、2019年2月にボトル入りの大容量サイズとなる60粒入りが追加発売された。
- オバジC インナーリポショット - 2023年7月発売。スティック顆粒タイプのビタミンC含有食品。28本と62本の2容量をラインナップする。
- ザリポ ビタミンCディープカプセル - 2023年10月発売。ビタミンC・レシチン・脂肪酸・ヘスペリジンを含む黄色顆粒とビタミンC・ヒアルロン酸を含む白色顆粒をカプセルに閉じ込めたサプリメント。店頭ではマツキヨココカラ&カンパニーのグループ店舗（マツモトキヨシ・ココカラファインなど）、ECサイトではAmazon、LOHACO、楽天24、「ロート製薬オンライン」にてそれぞれ先行発売。2024年から取り扱い店舗が拡大した。
- プロメディアル コラーゲンDX12000 - 2010年11月に「プロメディアル コラーゲン12000」として発売。美容ドリンク。2019年秋にリニューアルされ、製品名が変更となった。
- メラノCC 持続型ビタミンC粒 - 2024年8月発売。粒タイプのビタミンC含有食品。
- セノビック
  - ミルクココア味 - 牛乳と混ぜて飲む粉末飲料。2007年に「セノビック（ヨーグルト味）」として、九州北部および九州地区の一部のドラッグストアのみの地域限定販売で発売され、その後、通信販売（「ロート通販オンラインショップ」など）へ移行され、店頭での販売を終了していたが、2019年7月に通信販売向けの半量（112g）としたミルクココア味を一部のスーパー・ドラッグストア限定で発売し、店頭販売を再開。2021年3月にリニューアル。カルシウム含有量を1日分相当量の680mgに増量。溶けやすさも向上された。1日の目安量を2杯（1杯あたり8g）から1杯（12g）に見直され、内容量を減容（112g → 84g）するとともに、既存サイズ（約7日分）の2倍以上となる約15日分の180gが追加され、2容量となった。店頭向け「セノビック」は発売当初よりロート製薬の商品情報サイトには掲載されていなかったが、2021年3月のリニューアルを機に掲載されるようになった。
  - ゼリー - ヨーグルト味のゼリー飲料。2021年10月に西東京エリアのセブン-イレブンから先行発売され、2023年3月に全国・全業態に拡大して発売された（製造所:大同薬品工業）。
  - ボーロ - 2023年4月発売。ロート製薬で初となるベビーおやつ（製造所:西村衛生ボーロ本舗）。

### 販売店限定品
- ロートクリアビジョンジュニアEX - クロセチンを含有する子ども向けソフトカプセルタイプ。医療機関限定。
- ザリポ ビタミンCディープパウダー - 2024年10月発売。「ザ・リポ ビタミンCディープカプセル」の顆粒をパウダー化し、レモン&ライム味のスティック包装としたもの。マツキヨココカラ&カンパニーのグループ店舗（マツモトキヨシ・ココカラファインなど）とECサイトで先行発売。
- エピステーム
  - ステムサイエンスドリンクa - 2016年10月に「ステムサイエンスドリンク」として発売。1本飲みきりタイプの美容ドリンク。10本入り。2020年7月にローヤルゼリーを追加配合してリニューアルされ、製品名が変更された。
  - リフトチャージドリンクa - 2013年11月に「リフトチャージドリンク」として発売。1本飲みきりタイプの美容ドリンク。20本入り。以前発売されていた「ビューティアドバンスドエッセンス」の後継製品。2019年10月にコラーゲンの増量とテイストの変更を行ってリニューアルされ、製品名が変更された。
  - ブライトニングチャージドリンク - 2016年2月発売。1本飲みきりタイプの美容ドリンク。10本入り。
- プルーファ エラスリフト - 低分子エラスチン（エラスチン末）とコラーゲンペプチドを含有する粉末タイプ。医療機関限定。
- セルアライブ - ビタミン様物質PQQ-Na2（ピロロキノリンキノン二ナトリウム塩）を含有するサプリメント。
  - プルーファ セルアライブ - PQQ-Na2、マカエキス、オタネニンジンエキス、大豆エキス（ポリアミン）を含有するソフトカプセル。医療機関限定。
  - PQQ - PQQ-Na2を1粒に20mg含有するソフトカプセル。医療機関（産婦人科、泌尿器科、皮膚科）限定。
  - PQQ配合サプリメントN - 2022年8月発売。PQQ-Na2、葉酸、鉄、ビタミンD、亜鉛を含有する粒タイプ。「ロート製薬オンライン」や主要ECサイト（Amazon、楽天市場(ロート製薬公式)、LOHACO）限定発売。
- ダルーラ - 2016年11月発売。パウチタイプの豆入りスープ。発売当初は「スパイシーカリー」、「スパイシーオニオン」、「ホットジンジャー」の3種類だったが、2018年10月に「デミグラストマト」と「リッチパンプキン」を追加発売するとともに、既存の3種類は電子レンジ対応容器への変更を行いリニューアルされ、「ロート製薬オンライン」に加えて、一部のスーパーマーケットにも販路を拡大した。2021年9月に「ホットジンジャー」が「クリーミージンジャー」へ改良。2023年5月に2度目のリニューアルが行われ、同年11月に「3種のきのこチャウダー」が追加発売。2024年に「スパイシーカリー」・「クリーミージンジャー」・「リッチパンプキン」が製造終了となったため、発売当初と同じ3種類となった。

### 通信販売限定品
- ロートV5
  - 粒【機能性表示食品】 - 「ロート製薬オンライン」では2018年4月からチャック付パウチ袋仕様の大容量サイズが設定されている。当初は60粒入りだったが、現在は62粒入りに増量されている。店頭販売品が「ロートV5a」へリニューアルされたため、「ロート製薬オンライン」限定品となった。
  - 粒アクトビジョン【機能性表示食品】 - 2020年7月発売。「ロートV5粒」をベースに、PTP包装のシートタイプとしたもの。2021年にリニューアルし、内容量を30粒から62粒に増量し、チャック付パウチ包装に変更された。
  - 記憶力サポート【機能性表示食品】 - 2023年2月発売。ルテイン・ゼアスキサンチンに加え、GABAも機能性関与成分として配合したもの。
  - わん - 2024年5月発売。ロート製薬初の犬用健康補助食品で、アスタキサンチンを追加配合し、チキン&フィッシュ味としたもの。
- クリアビジョン
  - ロートクリアビジョン - 2022年7月発売。ソフトカプセルタイプのサプリメント。
  - ロートクリアビジョンRC - 2022年7月発売。ルテイン・脱脂米ぬか・クロセチンに赤ショウガ抽出エキス「フロージンジャー」を配合したスティック顆粒タイプ。ビタミンAとビタミンB6の補給が可能な栄養機能食品である。
  - ロートクリアビジョンジュニア - チュアブル（ドーナツ型）タイプのサプリメント。
- セノビック
  - Plus - 味は「ミルクココア味」・「カフェオレ味」・「いちごミルク味」・「バナナ味（発売当初は「プロテインin」であった）」・「ヨーグルト味」の5種類（「ミルクココア味」と「カフェオレ味」はホット・アイス兼用、残りのフレーバーはアイス専用）。2020年10月に通信販売向けの「セノビック」から「セノビックPlus」へ改名しリニューアル。1日の目安量を2杯（1杯あたり8g）から1杯（12g）に見直され、内容量を減容（224g → 180g）。1日分あたりの使用量も減った為、1袋14日分から15日分となった。また、カルシウム含有量が1日分相当量の680mgに増量。「ミルクココア味」は溶けやすさも改良された。ラインナップもこれまで限定品として発売されていた「カフェオレ味」がレギュラー化された（なお、「ポタージュ味」は「セノビックPlus」への改良を受けずに製造終了となり、在庫がなくなり次第販売終了となる）。
  - ウォーター - 「セノビック」と同じ粉末飲料だが、水で溶かしてハイポトニック飲料として飲用するもので、1回分ずつの分包タイプとしている。2018年7月にカルシウム含有量の増量（130mg→275mg）、オリゴミル（ミルクペプチド）・ビタミンC・ビタミンK2の追加配合、味わいの改良、入数の変更（12袋 → 8袋、ただし、カルシウム含有量の増量に伴って1日の目安量が2袋から1袋となったため、1箱が6日分から8日分に増える）を行いリニューアルされた（オリゴミル(ミルクペプチド)の追加配合に伴い、アレルギー物質に「乳」が明記された）。
- ノビリンクEX - 2018年3月発売。タブレットタイプのサプリメント（ノビレチン(シトラスフラボノイド)、DHA含有）。
- コツミッツ - タブレット（ラグビーボール型）タイプのサプリメント（カルシウム、ビタミンD、鉄含有）。
- 聖樹のチカラ - ソフトカプセルタイプのサプリメント（レスベラトロール類含有）。当初は瓶入りだったが、後にパウチタイプが設定され、パウチタイプのみに集約された。
- コンドロワン - 2012年9月発売。タブレットタイプのサプリメント（サメ軟骨抽出物含有）。
- 1兆個のチカラ - チュアブルタイプのサプリメント（乳酸菌含有）。以前発売されていた「EC-12アレバランス」の実質的な後継製品。
- フレックスパワー - 本ブランドは元々サプリメントとして1999年5月に発売されており、のちに医薬品（ビタミンB1主薬製剤）の「フレックスパワーEX錠」が発売された。発売当初は店頭でも販売されていたが、現在は「ロート通販」限定で販売している。
- リパミンPS200 - チュアブルタイプのサプリメント（ホスファチジルセリン含有）。
- ロートみかたつぶ 3つのみかたa【機能性表示食品】 - GABA、グロビン由来バリン-バリン-チロシン-プロリン、サラシア由来サラシノールを機能性表示成分として含有する粒タイプのサプリメント。
- オーガニックモリンガの恵青汁 - スティックタイプの青汁（モリンガ葉含有）。
- 悠久の恵 - アルミ製のボトル缶入り水素水。ばら売りは行っておらず、12本入りのお試しセットと24本入りのケース販売のみである。
- プロポ プロテイン - 2019年10月発売。エンドウ豆由来の植物性プロテインを使用したプロテイン。ミックスベリー味とカフェオレ味の2種類。2021年7月にリニューアルし、「ロート製薬オンライン」専売品となった。
- ハートフード 5年常温保存おにぎり - 2025年1月発売（「ロート製薬オンライン」での予約販売のみ）。ローリングストックが推奨されているパウチ包装の循環備蓄食品。おかか、カレー風味、トマト混ぜごはんの3種類。

### 製造終了品
- ロート純あまちゃづる茶
- パンシロンブレスキッス
- レスパのどすっきり味スプレー
- がんばれ肝太郎(ボインやでぇー)
- 帰ってきた肝太郎 - コンビニ向け製品、限定発売。
- 気になるゴリラ
- 気になるゴリラグミキャンディー
- 免益源851 - 大豆発酵エキスを配合したサプリメント。濃縮液タイプと濃縮粒タイプの2タイプあり、主に通信販売で販売されていた。
- フィトフォース - 「ロート・サイエンス・サプリメント」シリーズの一製品として主に通信販売で発売されていたハーブエキス含有のサプリメント。セント・ジョーンズ・ワートを含有する「フィールバランス」、バレリアンルートを含む「ナチュラルナイト」、グリーンティを含む「リラックスチョイス」、ビルベリーを含有する「ライトビジョン」、イチョウ葉を含有する「クリアマインド」の5種類が発売されていた。
- ボーンパワー - 「ロート・サイエンス・サプリメント」シリーズの一製品として主に通信販売で発売されていたカルシウムサプリメント。
- コレスセーブ - 「ロート・サイエンス・サプリメント」シリーズの一製品として主に通信販売で発売されていた、グロビン蛋白分解物を含むオリゴペプチドに、黄杞葉エキスや食物繊維などを配合したサプリメント。
- グルコカット - 「ロート・サイエンス・サプリメント」シリーズの一製品として主に通信販売で発売されていた、バナバエキスや黄杞葉エキスを配合したサプリメント。
- ボディクリア善玉菌タブレット
- アイチャージS - アイケアビタミン飲料。
- CELLASENE（セラシーン） - イタリア発のスリミングサプリメント
- CELLASENE GOLD（セラシーン・ゴールド） - 「CELLASENE」に4成分を追加配合されたスリミングサプリメント。
- CELLASENE Urto（セラシーン・ウルト） - 「CELLASENE」にγ-トコフェロールを追加配合されたスリミングサプリメント。
- ReviFace（レヴィフェイス） - サプリメント。
- タクティIS【特定保健用食品】 - ドリンク（難消化性デキストリン配合）。
- タクティTG【特定保健用食品】 - ドリンク（グロビン蛋白分解物配合）。2010年で製造終了。グループ会社のエムジーファーマが発売している「ナップルドリンク」が代替品となる。
- タクティGP粒 - 健康補助食品。2010年で製造終了。グループ会社のエムジーファーマが発売している「ナップルGD」が代替品となる。
- 起起一発 - 眠気覚ましドリンク。主にローソンで取り扱っていた。
- 美活工房 リポα100D
- 美活工房 リポQ10B
- 美活工房 ハリツヤレシピ - 通販限定品
- 美活工房 リポQ10E - 通販限定品
- 美活工房 美肌サポート飲料 - コンビニ向け製品
- 茶花美人（ちゃかびじん） - ダイエットサポート食品。2008年5月に近畿地区で先行発売されたが、同年9月から全国で発売を開始した。また、当社と日本コカ・コーラが協同のプロジェクトを組み、お茶の花抽出物を配合した製品の開発における技術面の情報交換を行い、日本コカ・コーラではこの成分を配合した緑茶飲料「一（はじめ） 茶花（ちゃか）」を発売していた。2014年製造終了。
- ファイバーサプリ
- フレックスパワープラス - 「フレックスパワー」にホワイトウィローを追加配合したもの。通信販売限定で発売されていた。
- フレックスパワーMSM - 「フレックスパワー」にMSM・コラーゲン・カルシウム・ビタミンC・鉄を追加配合したもの。通信販売限定で発売されていた。
- フレックスパワーMSMドリンク
- フレックスパワー歩行で元気 - コンビニ向け製品。ボトル缶入り。
- Dristan滋養ゼリー
- Dristanのどスッキリ液 - コンビニ向け製品。
- ドリカップ
- Jiyona（ジヨナ） 紫芋×米糀 - 2017年11月発売。パウチタイプの糀醗酵飲料。鹿児島県内の一部店舗や一部ECサイト限定で発売されていた。
- プリトル - 中分子キトサン含有の飲料。通信販売限定品だった。
- EC-12アレバランス - 機能性乳酸菌含有。通信販売限定品だった。「1兆個のチカラ」へ継承のため、2013年7月販売終了。
- ケール青汁 センイのチカラ【特定保健用食品】 - 粉末タイプの青汁。通信販売限定品だった。
- クリアビジョンEX - 成分が異なる3種類を1つに封入した分包タイプのサプリメント。通信販売限定品だった。
- ロートクリアビジョンfl - ソフトカプセルタイプのサプリメント。通信販売限定品だった。パウチ包装仕様の「ロートクリアビジョン」へ継承のため販売終了。
- セノビック おとなのプレミアムミルク - 「セノビック」をベースに、牛乳由来の乳清たんぱく質を追加配合し、ミルク味とした大人向け。通信販売限定品だった。
- ミガック - 2013年11月発売。チュアブルタイプのサプリメント（乳酸菌、卵黄粉末、キシリトール含有）。通信販売限定品だった。2018年3月にパッケージデザインを変更するリニューアルが行われた。
- ドゥーテスト プレマ - 妊活や妊娠初期に向けたタブレットタイプのサプリメント（葉酸・鉄等含有）。通信販売（ECサイトを含む）限定で発売されていた。2022年8月に発売された「セルアライブ PQQ配合サプリメントN」が実質的な後継製品となる。
- ロートティアグロス - ソフトカプセルタイプの美容サプリメント（乳酸菌、ラクトフェリン、ルテイン、EPA・DHA含有）。通信販売限定で発売されていた。
- オバジ ダーマパワーX インナーリフトドリンク - 1回飲み切りタイプの美容ドリンク。2014年9月に「コラネット（大豆ペプチド）」を配合し、従来の「ダーマフォース インナーエフェクトエッセンス」から改名。10回分（10本入）。2022年3月製造終了。
- エピステーム ビューティアドバンスドエッセンス - エッセンスタイプの美容飲料。「エピステーム リフトチャージドリンク」へ継承のため、製造・販売を終了。
- エピステーム インナーアプローチ - 美容食品。「イニシャル」・「アブソリュート」・「リフトモイスト」・「クリアホワイト」の4種類が発売されていた。
- エピステーム ハーブブレンド - ハーブティー。「クリアリセット」・「ブライトビューティ」・「ウーマンサポート」の3種類が発売されていた。

## その他製品
点鼻薬、鼻洗浄液についてはアルガードを参照。

### 検査薬・テストキット
- ドゥーテスト・hCGa【第2類医薬品】 - 妊娠検査薬（一般用ヒト絨毛性性腺刺激ホルモンキット）。元々は1993年に「ドゥーテスト・hCG」として発売されたもので、2001年のリニューアルで「ドゥーテスト・hCGプラス」に、2005年のリニューアルで「ドゥーテスト・hCGプラスa」となり、2010年4月のリニューアルで発売当初の名称である「ドゥーテスト・hCG」に戻った。2010年4月のリニューアルでは希望小売価格の値下げも行われた（本体価格 1回用:1,000円→800円、2回用:1,500円→1,200円）。2015年8月に抗hCG・モノクローナル抗体（マウス）液を抗hCG抗体（ウサギ）液に差し替える処方変更が行われ、製品名が変更となった。
- ドゥーテストLH 排卵日予測検査薬 スティックタイプ【第1類医薬品】 - 排卵日予測検査薬（一般用黄体形成ホルモンキット）。1996年に初代製品である「ドゥーテストLH」を発売。当初はドラッグストアでも購入が可能だったが、2009年6月に当時の薬事法の改正によって医療用医薬品（医療用体外診断用医薬品）に区分されたため、薬局のみでの取り扱いとなった。その後、2013年7月に「新ドゥーテストLH」へリニューアルし、ラインナップも従来の7回分に加え、12回分を追加して2容量となる。2016年12月に2度目のリニューアルを行い「ドゥーテストLHa」へ再改名した。製品仕様は「新ドゥーテストLH」と同一だが、同年9月に一般用黄体形成ホルモンキットがOTC医薬品（第一類医薬品）に指定されたことを受けて、排卵日予測検査薬で初めてとなるOTC医薬品（第1類医薬品）に区分変更された。2019年秋に抗黄体形成ホルモン・モノクローナル抗体をウサギ由来からマウス由来に、抗マウスIgG・ポリクローナル抗体をヤギ由来からウサギ由来に変更する処方変更を行うとともにパッケージデザインを変更する3度目のリニューアルが行われ製品名を「ドゥーテストLHII」に変更。2025年3月に処方はそのままで包装単位を変更（7回分・12回分→5回分・10回分）され、販売名を変更してリニューアルされた。
- do!test スマートフォン用運動精子濃度テストキット - 2021年2月発売。精子濃度と運動率を基に算出した運動精子濃度をチェックするためのテストキット。本品はセットに含まれている顕微鏡をスマートフォンのカメラにセットして使用するため、スマートフォンが必要で、予めスマートフォンに専用アプリ（運動精子濃度テストアプリ）をインストールする必要もある。また、検査薬とは異なり医薬品ではなく、医学的な判断をするものではないため、自身を知るきっかけとして使用し、必要に応じて医療機関を受診するように記されている。「ロート製薬オンライン」限定発売。

### 口腔ケア
- ハレス
  - 口内薬【第3類医薬品】 - 2017年3月発売。歯肉炎・歯槽膿漏薬。2022年6月に「ロート製薬オンライン」限定で通常サイズ（15g）の2倍量となる大容量の30gが追加発売された。
  - ハミガキ【医薬部外品】 - 2019年3月発売。研磨剤無配合のクリームタイプ。50gのみ。発売当初から設定されていた130gは2020年8月に製造を終了。2020年秋にパッケージデザインが変更され、メーカー希望小売価格が値下げ（本体価格 1,200円→900円）された。
- 入れ歯洗浄剤 ピカ - 2種類の洗浄剤（酵素配合の錠剤(青の包装)、活性酸素配合の顆粒剤(赤の包装)）が1セットとなっている。歯科医院向けに「歯科用」も販売されているが、製品名が「入れ歯洗浄剤 ロートピカ」となってパッケージデザインが異なり、松風を通じて販売されている。なお、通常品も2019年春に仕様変更され、外箱のパッケージデザインは従来通りだが、「ピカ」のロゴや内袋のデザインが「歯科用」と共通化された。

### 販売店限定品
- ロートピカ泡クール - 2017年10月発売。ブラッシング時に使用する義歯用泡ハミガキ（矯正用リテーナー、マウスピースにも使用可能）。歯科用（歯科医院向け）の製品で、歯科用の「入れ歯洗浄剤 ロートピカ」同様、松風が販売元となる。

### 製造終了品

#### 検査薬・検査キット
- チェッカー - 1985年に発売されたロート製薬初の妊娠検査薬。試薬を入れた試験管に尿を滴下して、2時間経過後に沈殿する像で判定するというものであった。
- チェッカー60 - 1986年発売。判定時間を「チェッカー」の半分である60分（1時間）に早めた妊娠検査薬。
- チェッカーカラーボール - 1987年発売。尿が入れた試験管にカラーボールを投入してボールの色の変化で判定する妊娠検査薬。
- チェッカーSP - 1989年発売。
- チェッカーST - 1992年発売。妊娠検査薬では日本で初めて一般用として認可された製品。
- ドゥーテスト プレシジョン 血糖値測定用スターターキット - 血糖値測定器「ドゥーテスト プレシジョン Q・I・D」に血糖測定電極「ドゥーテスト プレシジョンプラス」や穿刺針「ドゥーテスト プレシジョンランセット」など血糖値測定に必要な道具がセットになったスターターキット。「ドゥーテスト プレシジョンエクシード」の発売の伴い販売終了。
- ドゥーテスト プレシジョンプラス【医療用体外診断用医薬品】 - 血糖値測定器「ドゥーテスト プレシジョン Q・I・D」専用の血糖測定電極。「ドゥーテスト プレシジョンエクシード」の発売に伴い販売終了。
- ドゥーテスト プレシジョン ランセット - 血糖値測定器「ドゥーテスト プレシジョン Q・I・D」専用穿刺針。「ドゥーテスト プレシジョンエクシード」の発売に伴い販売終了。なお、穿刺針に関しては後継製品の「ウルトラファインランセット」でも使用可能となっていた。
- ドゥーテスト プレシジョンエクシード【高度管理医療機器・特定保守管理医療機器】 - 血糖値測定器。別売りの「G3b血糖測定電極」とセットで使用する。2008年3月に製造元であるアボット社との契約満了に伴い、販売終了。（輸入元：アボットジャパン）
- G3b血糖測定電極【医療用体外診断用医薬品】 - 「ドゥーテスト プレシジョンエクシード」専用の血糖測定電極（従来型の「ドゥーテスト プレシジョン Q・I・D」には使用不可）。2008年3月に製造元であるアボット社との契約満了に伴い、販売終了。（輸入元：アボットジャパン）
- ドゥーテスト プレシジョン ウルトラファインランセット【管理医療機器】 - 「ドゥーテスト プレシジョンエクシード」用の穿刺針。従来品の「ドゥーテスト プレシジョン Q・I・D」にも使用可能。（輸入元：日本ベクトン・ディッキンソン）

なお、「ドゥーテスト プレシジョン エクシード」はその後、「プレシジョン エクシード」として、別売品を含めてオムロン ヘルスケアを通じて販売されている。

#### 点鼻薬
- アルフィット鼻炎スプレー - 「ロートアルガードST鼻炎スプレー」へ継承。

#### 口腔ケア
- ハレス 歯ぐきのマッサージスティック - 2021年8月製造終了
- ハレス 歯ブラシ - 2021年8月製造終了

#### 雑貨
- フレックスパワーひざ専用サポーター
- ママはぐ子どもマスク - 3歳〜9歳を対象としたこども用使いきりマスク。ブランドキャラクターであるようちゃん・ふうちゃんのシール6枚付。2017年7月製造終了。
- スマートキャンプ インソール - ヒール靴専用インソール。当社東京支社に併設している「スマートキャンプ東京」及び通信販売の「ロート通販オンラインショップ」での取り扱いであった。

#### うがい薬
- Dristanうがい薬【医薬部外品】（製造元:中外医薬生産）
- ママはぐ うがい薬【指定医薬部外品】 - 「フルーツ味」とノンメントール処方の「スイートフルーツ味」の2種類が用意されていた。「うがい薬p」へ継承のため製造終了。（製造販売元：中外医薬生産）
- ママはぐ うがい薬p【指定医薬部外品】 - ポンプタイプ。「うがい薬」同様に「フルーツ味」と「スイートフルーツ味」の2種類が用意されていた。「スイートフルーツ味」は2019年1月に、「フルーツ味」も2020年1月に順次製造が終了となった。